# Diritto dell'antichità

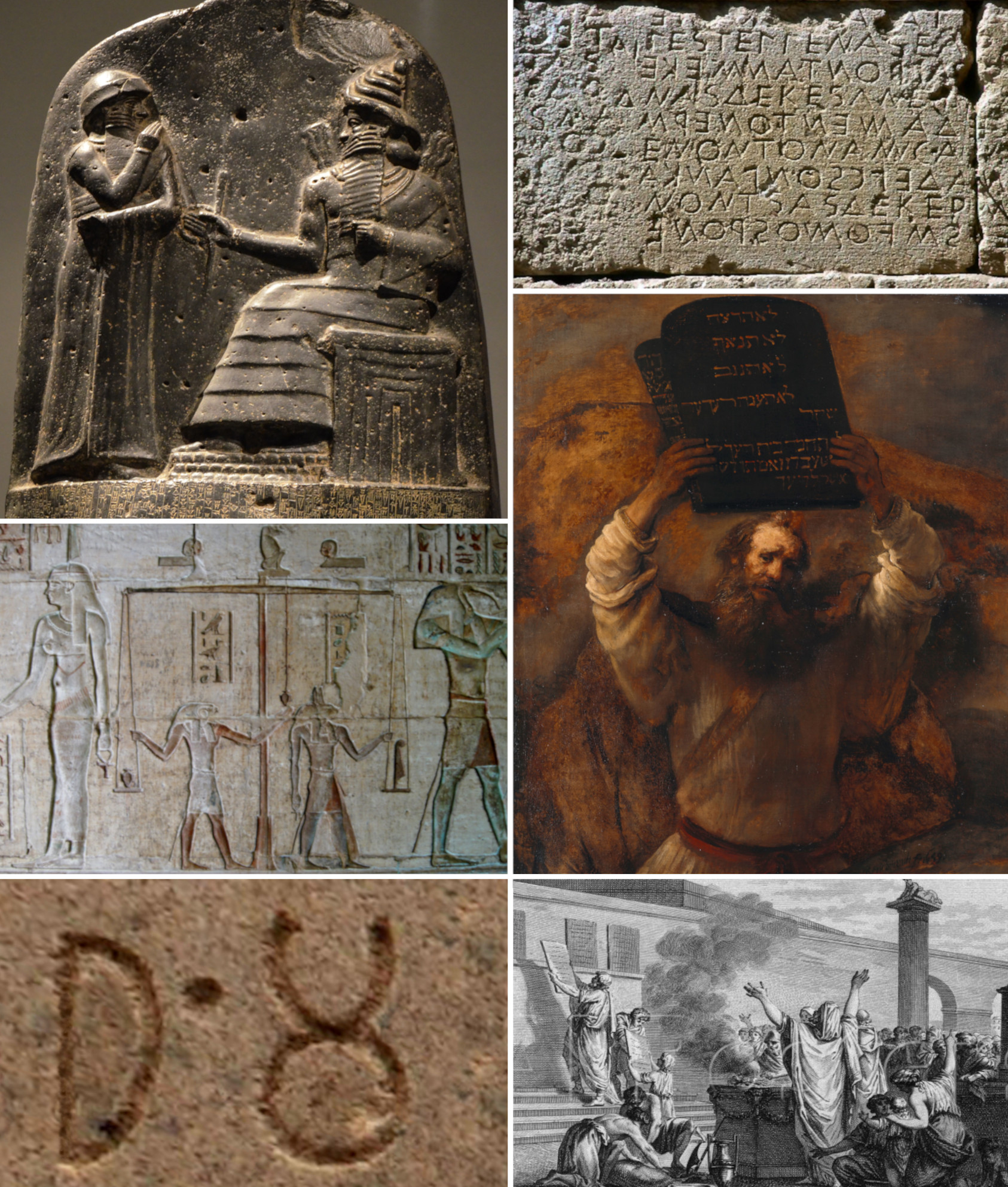
Dall'alto in basso, da sinistra a destra: Parte della stele del codice di Hammurabi, iscrizione delle leggi di Gortina, Maat assiste alla pesatura del cuore, Mosè con i dieci comandamenti, la parola Dharma riportata sugli editti di Aśoka, esposizione delle leggi delle XII tavole nell'Antica Roma

Con diritto dell'età antica si intende l'evoluzione del diritto a partire dalle prime forme di organizzazione sociale fino all'affermazione dei sistemi giuridici sviluppati dalle civiltà della storia antica. Non è possibile stabilire con certezza l'origine del diritto; tuttavia già nella preistoria le comunità umane adottavano semplici regole condivise per la tutela dei beni fondamentali. Con l'evolversi della società, le norme (tramandate oralmente) divennero più numerose e articolate, adattandosi ad attività come l'agricoltura, il commercio e la gestione dei conflitti. Le civiltà del Vicino Oriente antico, tra le prime a sviluppare la scrittura, segnarono un passaggio decisivo: il diritto cominciò a essere anche scritto. I più antichi testi normativi conosciuti risalgono al XXIV-XXIII secolo a.C. e provengono dalla città mesopotamica di Lagash. La più antica raccolta di leggi pervenutaci è il Codice di Ur-Nammu (2100-2050 a.C.), mentre il più celebre resta il Codice di Hammurabi (circa 1810-1750 a.C.), che presenta un sistema giuridico complesso, con norme dettagliate e sanzioni proporzionate.
Nell'Antico Egitto non esistevano codici scritti in senso formale, ma numerosi documenti legali attestano un sistema giuridico basato su consuetudini, buon senso e principi morali. Il faraone, garante della Maat (giustizia e ordine cosmico), era l’autorità suprema, ma l'amministrazione della giustizia era affidata al visir e ai tribunali locali (kenebet). Le pene potevano essere severe, ma vi erano forme di tutela per gli imputati. I procedimenti civili erano pubblici e semplici, con la partecipazione di testimoni. Le donne godevano di diritti civili avanzati per l'epoca. Nel popolo ebraico, il diritto (Halakhah) trae fondamento dalla Torà, ritenuta dalla tradizione rivelata a Mosè, ma secondo gli storici frutto di una lunga elaborazione tra il X e il V secolo a.C.. Accanto alla legge scritta, si sviluppò quella orale, successivamente raccolta nella Mishnà (II-III secolo d.C.) e poi nel Talmud, che nella sua versione babilonese è ancora oggi considerato il fondamento del diritto ebraico tradizionale.
Il diritto cinese antico si sviluppò a partire dall’epoca della dinastia Shang (XIV-XIII secolo a.C.), in un contesto dominato da potere sacro e pratiche sciamaniche. Con la dinastia Zhou emerse il concetto di Mandato del cielo, che legittimava il sovrano. I primi testi legislativi noti risalgono al VI secolo a.C. e mostrano l'influsso della filosofia cinese. Il confucianesimo, affermatosi nel V secolo a.C., privilegiava i riti e la morale rispetto alle leggi scritte; il legismo, al contrario, sosteneva un’applicazione rigorosa della legge, impersonale e inflessibile. La dinastia Qin, che unificò la Cina nel 221 a.C., adottò un sistema legista, poi integrato da elementi confuciani. In Giappone, il diritto consuetudinario subì profonde trasformazioni a partire dal VII secolo, sotto l'influsso della cultura cinese. L'introduzione del confucianesimo e del buddhismo accompagnò la promulgazione del codice Taihō (701), che istituì il sistema Ritsuryō. Anche se la sua applicazione effettiva diminuì nei secoli successivi, il sistema rimase formalmente in vigore fino al XIX secolo. In Corea, il diritto antico ebbe un’impostazione prevalentemente penale, influenzata dal legalismo e dal confucianesimo. Il primo codice conosciuto, lo Yul-lyoung, fu emanato nel 373 dal regno di Goguryeo. In India, il diritto si sviluppò attorno al concetto di dharma, con radici nelle tradizioni vediche e induiste. I Dharmasutra, redatti tra il VI e il II secolo a.C., stabilivano norme morali e giuridiche relative a matrimonio, caste e pene. In epoca successiva, i Dharmaśāstra approfondirono tali temi con maggiore articolazione e forma poetica. Il più celebre è il Codice di Manu, che, pur non essendo più applicato, ha esercitato un’influenza duratura sul pensiero giuridico indiano.
Il diritto greco antico si sviluppò nelle poleis, le città-stato, ma la comune lingua, religione e cultura giustificano un quadro unitario storico. In assenza di giuristi professionisti, si formò un sistema articolato che influenzò la civiltà romana. La filosofia greca offrì riflessioni etiche e politiche fondamentali in autori come Socrate, Platone e Aristotele. Dal VII secolo a.C. le leggi scritte divennero centrali, con codificazioni importanti come quelle di Dracone e Solone ad Atene, mentre a Sparta il sistema era gestito dagli efori. Il sistema giuridico ateniese prevedeva tribunali popolari con diverse competenze. Con il diritto romano il diritto divenne una scienza pratico-tecnica grazie a una classe di giuristi che produssero commentari, pareri e trattati. Le Istituzioni di Gaio (II secolo) sono l’unica opera giuridica romana completa pervenutaci. La prima codificazione è quella delle Leggi delle XII tavole (450 a.C.), ma con la crescita della Repubblica romana e dell’Impero le fonti del diritto si moltiplicarono: leggi, senatoconsulti, costituzioni imperiali, editti, responsa. Si affermarono anche il ius gentium per i rapporti con gli stranieri e il ius honorarium di origine pretoria. Il diritto romano sviluppò elaborazioni raffinate in materia di diritto di famiglia, proprietà, obbligazioni, successioni e diritto processuale, esercitando un’influenza duratura sul diritto contemporaneo.

## Preistoria
Sebbene sia certo che il diritto sia stato presente fin dall'inizio della storia dell'uomo, non conosciamo con esattezza come si manifestasse nella preistoria, ovvero prima dell'avvento della scrittura. È possibile ipotizzare che la vita e l'organizzazione delle prime tribù umane fossero disciplinate da semplici regole basate su tabù e credenze magico-religiose. Con il progressivo sviluppo di queste prime comunità, con ogni probabilità iniziò a svilupparsi un senso di proprietà negli individui per gli oggetti, il cibo, i propri figli e la propria moglie, la casa e nel contempo la condanna per le azioni che minavano questi diritti, ovvero il furto, la sopraffazione, l'adulterio.
A queste elementari e fondamentali norme sociali presto se ne affiancarono di nuove per affrontare i nuovi problemi e i nuovi casi che vennero a crearsi mano a mano che le società si evolvevano. Così, se una società di cacciatori-raccoglitori necessitava di poche regole, una che comprendeva anche l'agricoltura e l'allevamento ne doveva decisamente avere di più, e una che praticava il commercio di ulteriori ancora e ben più complesse delle prime.
Nelle comunità più complesse presto dovette iniziare a sentirsi l'esigenza di strutturare queste regole in una forma di vere norme giuridiche, «consistenti in imperativi più o meno precisi a garanzia di determinati beni materiali o morali e nella previsione di appropriate e proporzionate sanzioni». Non essendo ancora nata la scrittura, queste regole venivano trasmesse per via orale spesso sotto forma di massime o proverbi per facilitarne la memoria.
Quando le comunità umane iniziarono a diventare di dimensioni sempre maggiori, al loro interno emersero gruppi o singoli in grado di esercitare di fatto un potere sugli altri membri e quindi in grado di dettare nuove norme che si affiancarono a quelle di origine popolare. Andò così a delinearsi la figura di un sovrano che incarnava il potere divino.

## Diritti del mondo cuneiforme
Le civiltà del vicino Oriente antico, considerate la "culla della civiltà", furono tra le prime ad utilizzare un sistema di scrittura e questo fu fondamentale anche per la storia del diritto in quanto le norme non dovettero più essere emanate e tramandate solo per via orale. Ciò ha permesso in taluni casi di farle giungere fino ai tempi contemporanei, almeno per quanto riguarda alcuni casi di editti e ordinanze di taluni sovrani.

### Le leggi di Lagash

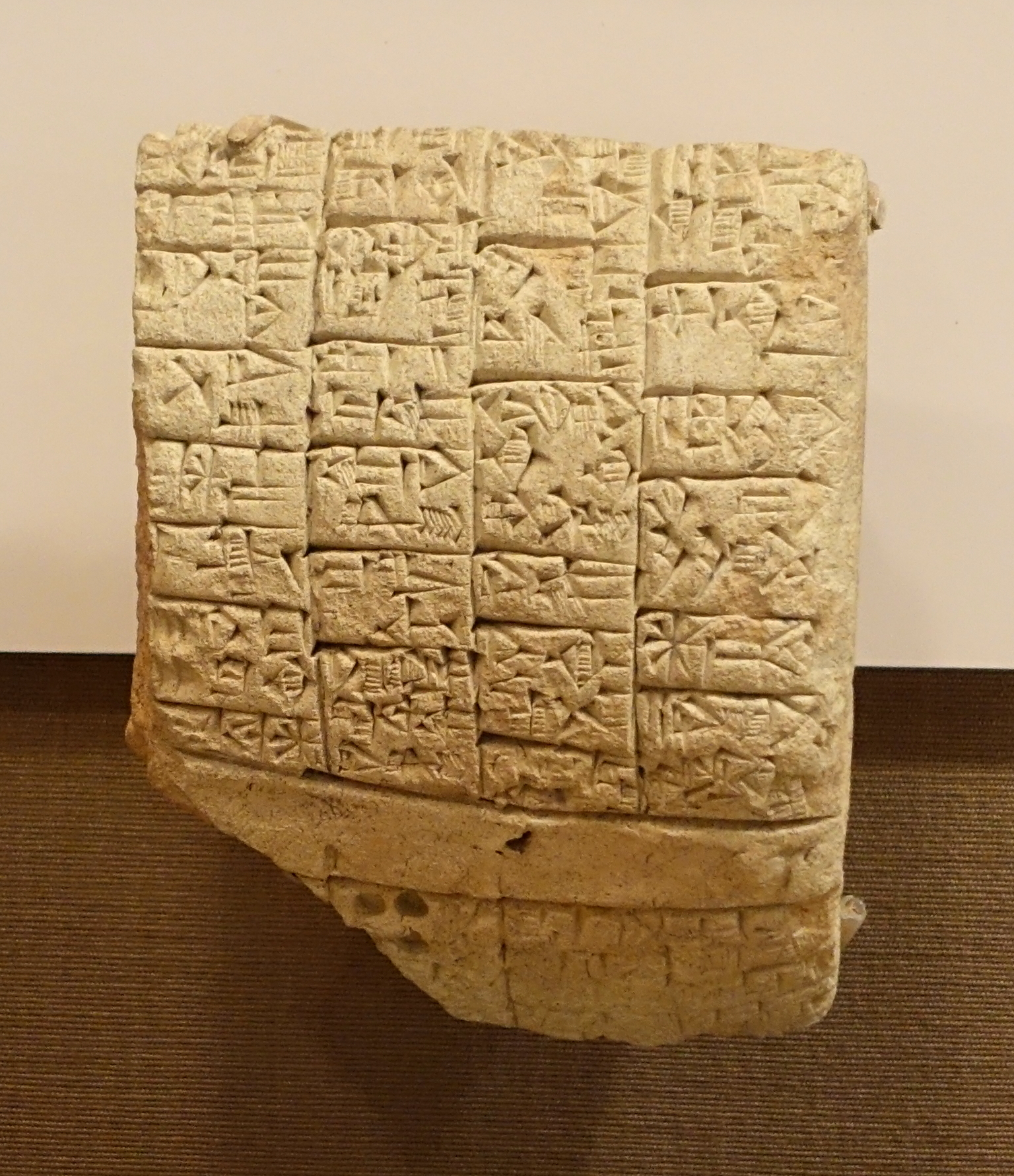
Frammento di cono con iscritto una parte del testo delle riforme di Urukagina. Istituto orientale dell'Università di Chicago

I più antichi esempi di interventi normativi da parte di sovrani di cui sia abbia notizia riguardano la città mesopotamica di Lagash e risalgono al XXIV secolo a.C.-XXIII secolo a.C.; si trattò perlopiù di disposizioni finalizzate a ristabilire la giustizia in seno alla città, segno di regole già esistenti anteriormente ma che per diversi motivi non erano più state rispettate.
Il primo esempio sono le disposizioni promulgate dal re Entemena che regnò su Lagash tra il 2405 e il 2375 a.C. Da una iscrizione apprendiamo che egli «restituì il figlio alla madre e la madre al figlio» facendo con queste parole intendere che avesse operato un condono dei debiti dei propri sudditi. Alcuni anni dopo uno dei suoi successori, Urukagina, operò per ristabilire la giustizia in un contesto evidentemente degenerato nel tempo dai soprusi della ricca e influente casta sacerdotale; così emise una serie di disposizioni per la protezione delle vedove, degli orfani, per limitare gli abusi di potere, per ridurre le imposizioni fiscali e per "restaurare la libertà" dei suoi sudditi.
In modo analogo a Urukagina, anche Gudea, sovrano della seconda dinastia di Lagash, attivo intorno al 2140 a.C., promosse misure volte al ristabilimento della legalità e alla tutela degli oppressi.

### Verso una "codificazione"
Le civiltà mesopotamiche elaborarono raccolte di norme, chiamate "codici", che differiscono dai codici moderni per la loro mancanza di organicità e struttura. Spesso si presentavano come elenchi incompleti e incoerenti, il cui scopo è dibattuto dagli storici.
Alcuni studiosi li considerano strumenti di celebrazione del sovrano, più che raccolte di norme operative, mentre altri ipotizzano che registrassero solo disposizioni relative a casi particolari non regolati dalla tradizione orale. Nonostante le differenze, i codici mesopotamici mostrano elementi comuni, suggerendo un modello condiviso. Solitamente includevano un prologo e un epilogo in cui il sovrano ne esaltava la promulgazione. Pur ritenute di origine divina, le norme erano considerate parte dell’attività legislativa del re.
Le disposizioni erano spesso formulate secondo lo schema «se... allora...». Nei codici babilonesi era frequente la legge del taglione, mentre negli Assiri si preferiva il contrappasso. In alcuni casi, le pene prevedevano multe anziché ritorsioni fisiche, come nel Codice di Ur-Nammu. Altre sanzioni includevano mutilazioni, bando dalla comunità e, per i crimini più gravi, la pena capitale, applicata tramite rogo, annegamento, bastonate o impalamento. Il processo si basava sulle testimonianze, con pene severe per la falsa dichiarazione. Era diffuso il ricorso all'ordalia, in particolare alla "prova del fiume". Il sovrano poteva emettere giudizi inappellabili e concedere la grazia.

### I primi codici sumeri

#### Codice di Ur-Nammu

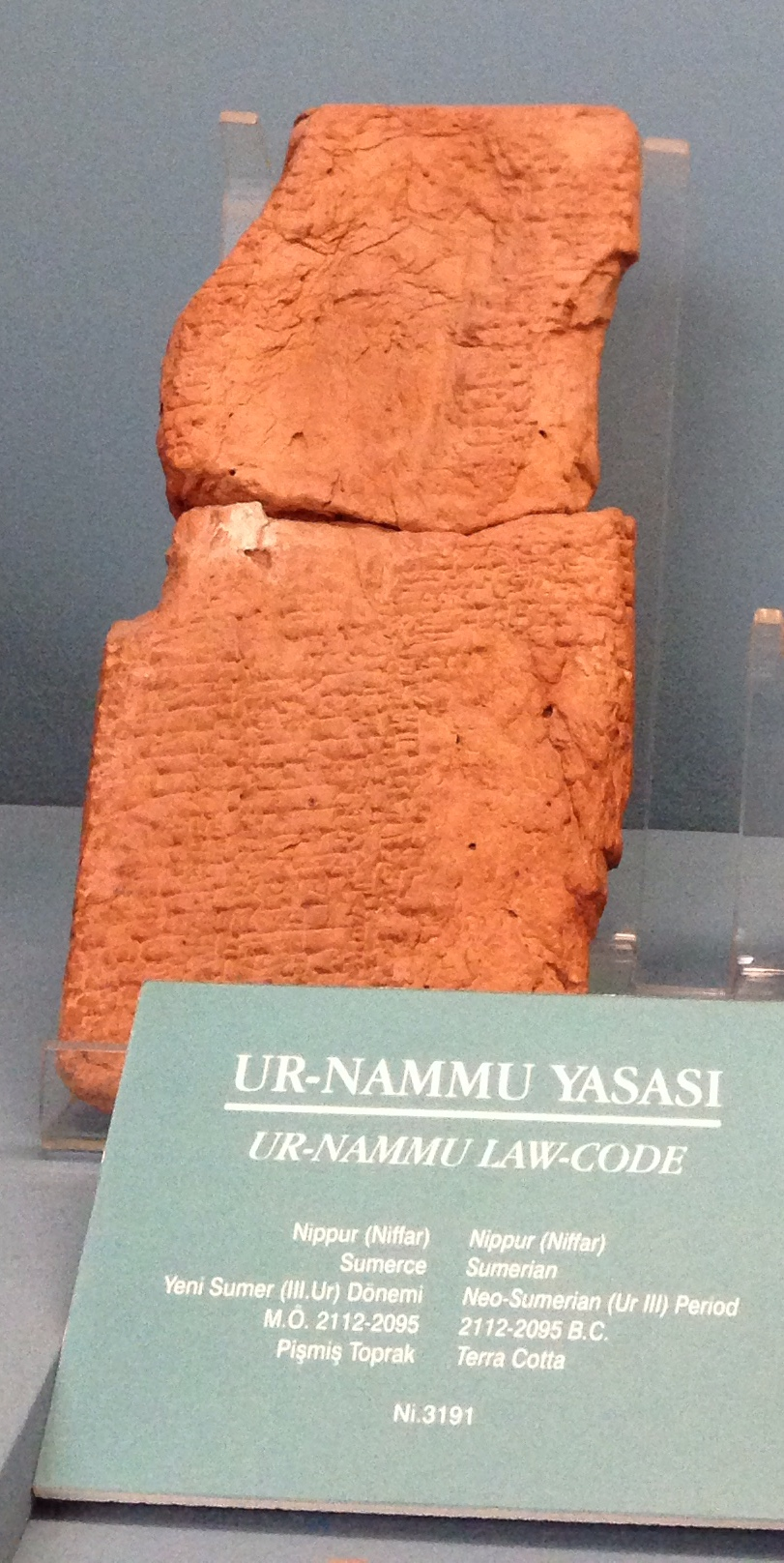
I due frammenti del codice di Ur-Nammu conservati al Museo archeologico di Istanbul

Il più antico codice conosciuto (al 2023) è il codice di Ur-Nammu, risalente al 2100-2050 a.C., probabilmente basato su raccolte normative precedenti. Fu scoperto su due frammenti che, uniti, formano una tavoletta di 10x20 cm, rinvenuti a Nippur durante una campagna di scavi dell'Università della Pennsylvania e ora conservati al Museo archeologico di Istanbul. Nel 1952, Samuel Noah Kramer tradusse il testo, scritto in lingua sumera e suddiviso in quattro colonne. La scoperta di ulteriori frammenti a Ur nel 1965 ha permesso la ricostruzione di 40 delle 57 leggi originarie.
Il codice si apre con un prologo in cui il re Ur-Nammu si attribuisce il merito di aver posto fine agli abusi dei più forti e di aver stabilito un sistema di misure fisse per pesi e capacità. Egli afferma di aver "instaurato la giustizia nel paese", proteggendo orfani e vedove dalle prevaricazioni dei ricchi e potenti.
Gli articoli trattano vari ambiti: atti violenti, matrimoni tra schiavi, divorzio, stregoneria, mancata concessione della sposa promessa, restituzione di schiavi fuggiti, danni a proprietà e false testimonianze. La mancanza di norme su questioni comuni suggerisce che il codice riportasse solo innovazioni legislative, lasciando implicite le consuetudini consolidate. Ad esempio, sono regolati i matrimoni tra liberi e schiavi o tra schiavi e figli di liberti, ma non quelli tra liberi, considerati normali e già disciplinati dalla tradizione.
Ur-Nammu, Re di Sumer e Akkad, salì al potere dopo aver deposto Utukheĝal di Uruk e sottomesso diverse città della Mesopotamia meridionale. Oltre alle conquiste militari, promosse grandi opere pubbliche, tra cui canali irrigui, bonifiche, restauri di edifici e la costruzione della monumentale ziggurat di Ur. L'efficienza amministrativa necessaria per tali progetti fu supportata dal codice e dal suo sistema di pesi e misure. Durante il suo regno fu inoltre realizzato uno dei primi registri edilizi conosciuti.

#### Codice di Lipit-Ishtar

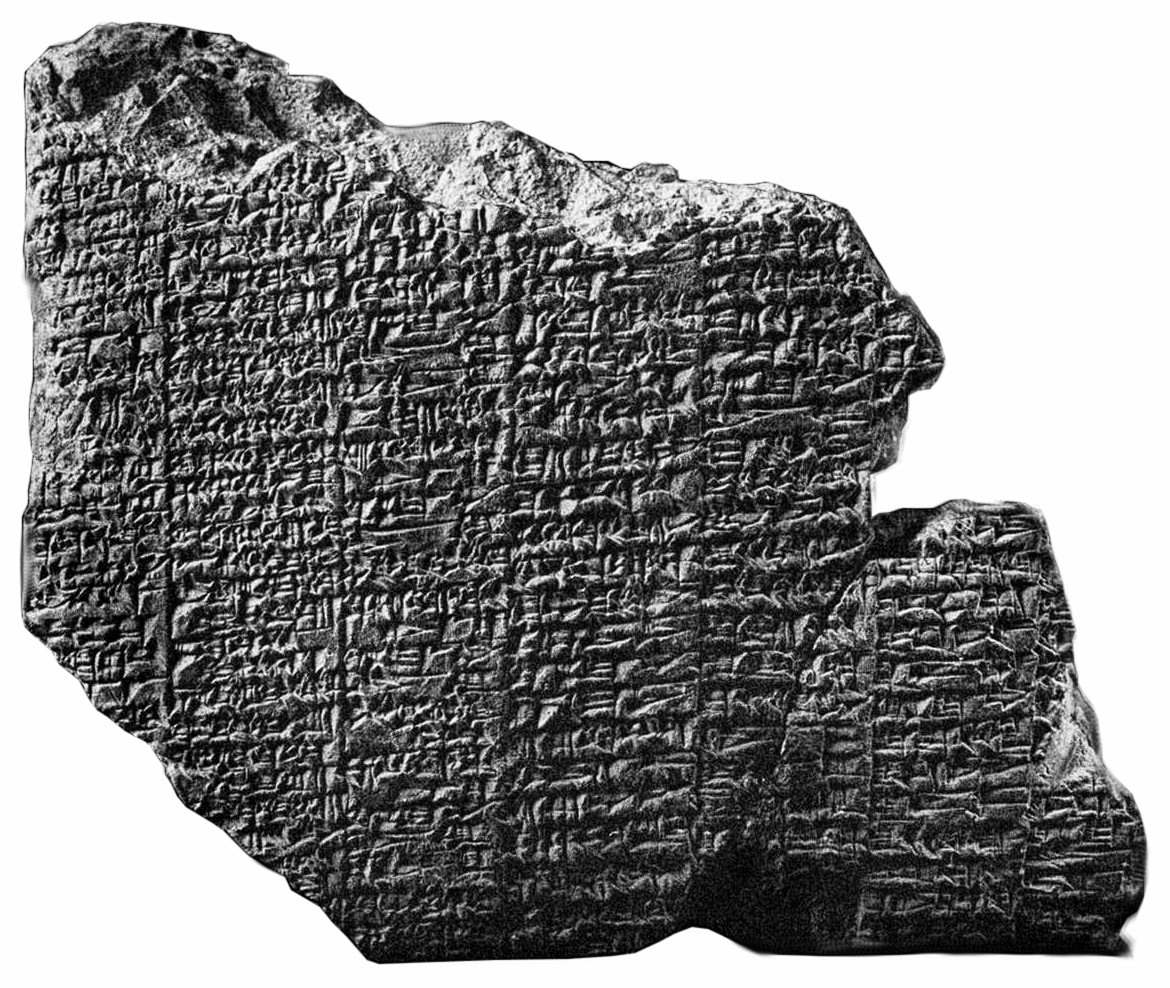
Frammento del codice di Lipit-Ishtar. Museo del Louvre

Cronologicamente, il codice di Lipit-Ishtar è il secondo codice giuridico conosciuto dopo quello di Ur-Nammu. Lipit-Ishtar, quinto re della Prima dinastia di Isin, governò tra il 1934 e il 1924 a.C., verso la fine dell'età paleo-babilonese. Come altri codici mesopotamici, inizia con un prologo, ricostruito grazie a una tavoletta conservata al Museo del Louvre, in cui il sovrano si presenta come un re giusto e legittimato dagli dèi: «Io, Lipit-Ishtar, pastore misericordioso della città di Nippur, re di Isin, re di Sumer e di Akkad, fui eletto dal cuore della dea Inanna. Per ordine del dio Enlil ho stabilito la giustizia a Sumer e Akkad».
Il codice comprende circa cinquanta leggi, di cui ne sono state tradotte 38. Esse regolano vari aspetti della vita quotidiana, tra cui atti di violenza, matrimonio, tassazione, eredità, compravendite e la condizione degli schiavi. Il testo si conclude con un epilogo dal carattere religioso, nel quale si minacciano gravi ripercussioni e maledizioni contro chiunque avesse danneggiato la stele su cui era inciso o avesse trasgredito le sue disposizioni.

### Leggi di Eshnunna
Le leggi di Eshnunna sono un antico testo giuridico mesopotamico, noto grazie al ritrovamento di due tavolette in accadico rinvenute tra il 1945 e il 1949 nel sito di Tell Abū Ḥarmal, nei pressi di Baghdad, da parte dell'assirologo Taha Baqir. Le tavolette sono copie parallele dello stesso codice, con leggere differenze redazionali. La Tavoletta A è più estesa ma danneggiata; la B è meglio conservata. Un ulteriore frammento è stato scoperto nel 1982 a Tell Haddad.
Le tavolette furono tradotte e analizzate da Albrecht Goetze, che identificò in esse una raccolta di leggi in uso presso l'antica città di Eshnunna, situata sulle rive del fiume Diyala, affluente del Tigri. Si ipotizza che il codice risalga a un periodo di particolare prosperità della città, che divenne un importante centro dopo la fine della terza dinastia di Ur, intorno al 1800 a.C., probabilmente sotto il regno di Dadusha, tuttavia la datazione precisa resta incerta. Inizialmente si era ipotizzato che fosse stato promulgato dal re Bilalama, ma tale ipotesi è stata poi abbandonata. Il testo, scritto in lingua accadica, è preceduto da un breve prologo, sebbene in parte danneggiato. Le sue disposizioni mostrano una forte influenza della tradizione sumera, con frequente applicazione della legge del taglione.
Il codice comprende circa sessanta leggi, che trattano una vasta gamma di temi, tra cui la regolamentazione dei prezzi, il nolo, il matrimonio, il furto, i reati sessuali e le lesioni corporali. Nonostante la varietà degli argomenti e il carattere specifico di molte norme, si intravede per la prima volta un certo "filo conduttore" che collega le diverse disposizioni. Inoltre, Goetze osservò che la struttura delle leggi era concepita per facilitarne la memorizzazione, suggerendo un intento didattico oltre che normativo.

### Il Codice di Hammurabi a Babilonia

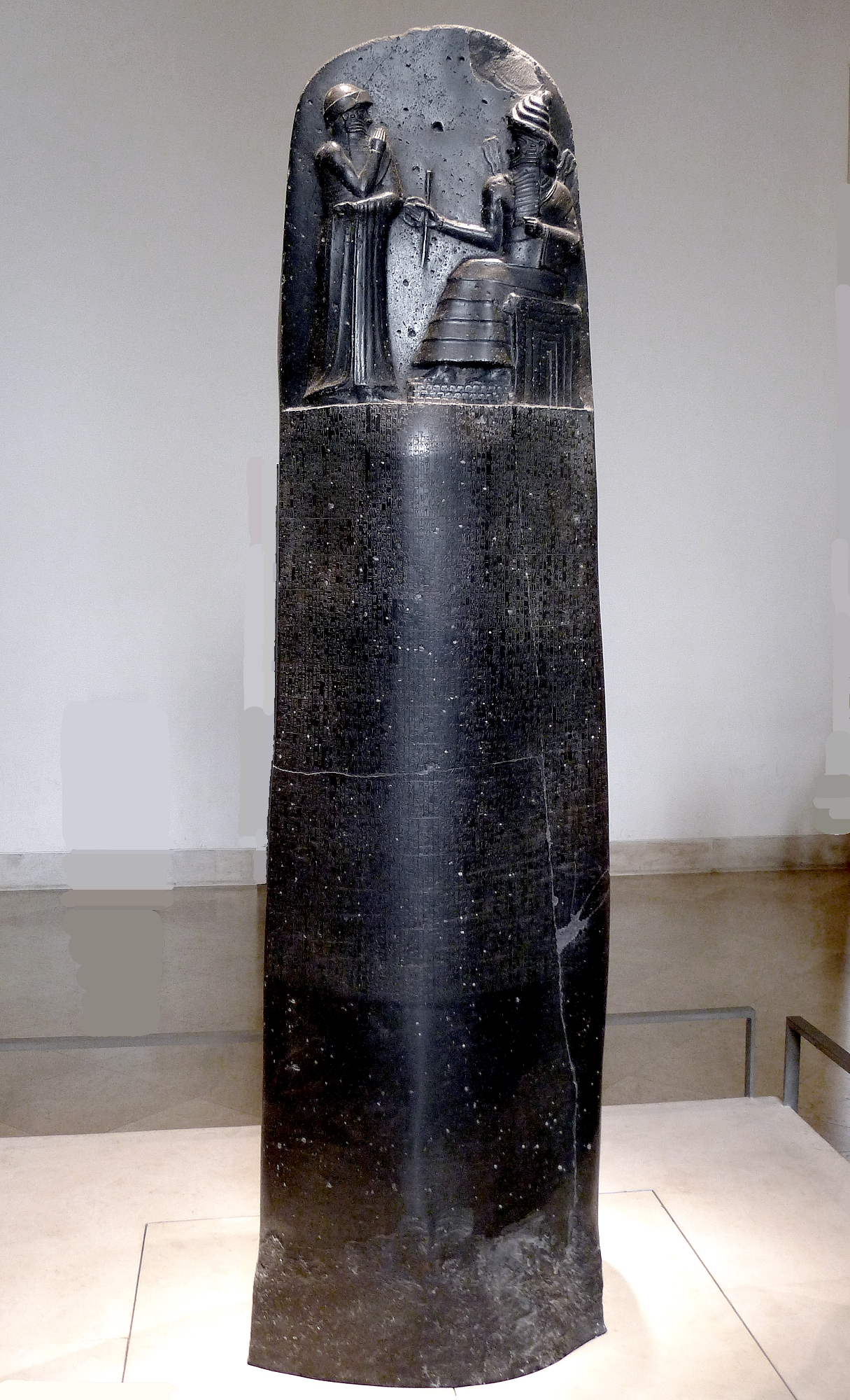
Stele del codice di Hammurabi

Hammurabi (1810 a.C. circa – 1750 a.C.) fu il sesto re della I dinastia di Babilonia e uno dei più celebri sovrani dell'antichità. A lui si deve il codice a lui intitolato, inciso su una stele e posto in un luogo pubblico affinché il popolo potesse vederlo. Questo monumento non solo sanciva norme giuridiche, ma celebrava anche l'immagine del sovrano come garante della giustizia per i suoi sudditi. Dopo aver unificato la Mesopotamia sotto il suo dominio, Hammurabi si dedicò a riformare l’amministrazione del regno e a dotarlo di un sistema normativo fondato su "sagge norme giuridiche". Il suo codice è oggi considerato il più celebre, il più completo e il meglio conservato tra i documenti giuridici dell'antichità.
La redazione del codice avvenne probabilmente sotto la supervisione di una commissione di esperti e fu completata nel trentottesimo anno di regno del sovrano, ovvero verso la fine del suo governo. La stele, realizzata in diorite e alta 2,25 metri, fu scoperta a Susa durante una campagna archeologica. Il testo è composto da circa 8000 parole, distribuite in 51 colonne di scrittura, ognuna con circa 80 righe. Come tipico dei codici dell'epoca, il contenuto può essere diviso approssimativamente in tre sezioni: un prologo di circa 300 righe, che spiega la legittimazione divina del re; una parte principale, con le disposizioni legali; e un epilogo di circa 400 righe, in cui viene lodata la rettitudine del re e si invita il popolo a obbedire, pena maledizioni e sciagure. L'ottimo stato di conservazione della stele ha permesso di conoscere il testo quasi per intero. Diverse copie del codice, realizzate su tavolette di argilla anche a distanza di molti anni, sono state scoperte in vari luoghi, testimoniando la sua importanza duratura nel Vicino Oriente antico.
Dal punto di vista strutturale, la parte principale del codice non mostra una chiara organizzazione logica tra le disposizioni, né una trattazione sistematica di tutte le materie giuridiche rilevanti. Questo suggerisce che il codice non fosse una raccolta organica di norme ex novo, ma piuttosto una selezione di leggi preesistenti che il sovrano aveva modificato o aggiornato. Alcuni studiosi hanno ipotizzato che vi fosse un principio ordinatore sottostante, cercando di identificare criteri logico-giuridici, ma senza risultati universalmente condivisi. L’opinione prevalente è che il codice fosse più un'opera celebrativa, destinata a esaltare la figura del re, piuttosto che un vero e proprio strumento pratico di applicazione giuridica.
Convenzionalmente, nelle disposizioni della parte centrale vengono riconosciuti 282 articoli che trattano diversi argomenti riguardanti, nella terminologia moderna, il diritto costituzionale, il diritto immobiliare, le obbligazioni, il diritto matrimoniale, la successione a causa di morte, il diritto penale, le locazioni, nonché la disciplina dell'allevamento del bestiame e della schiavitù. Le pene previste sono particolarmente severe e ricordano quelle già presenti nel codice di Ur-Nammu. Tra le sanzioni più frequenti vi sono l’annegamento, il rogo e l’impalamento. È ampiamente applicata la legge del taglione, insieme all'uso dell'ordalia per determinare la colpevolezza in alcuni processi.
Anche dopo la morte di Hammurabi, il suo codice continuò a essere utilizzato, ma ciò non impedì ai suoi successori di emanare propri decreti. In particolare, dovettero essere frequenti gli interventi in materia creditizia. Due esempi di questo tipo sono giunti fino a noi: un frammento di un codice di Samsu-iluna, figlio e successore di Hammurabi, e un testo più completo risalente ad alcuni decenni più tardi, ovvero un editto di Ammi-saduqa. Con quest'ultimo, promulgato intorno al 1620 a.C., fu concessa ai sudditi una remissione dei debiti e di altre obbligazioni, con l'obiettivo non tanto di ripristinare la giustizia — come affermavano gli antichi re sumeri — ma piuttosto di riequilibrare la società evitando che la ricchezza si concentrasse nelle mani di pochi. In quell'occasione, lo stesso apparato pubblico rinunciò a riscuotere le imposte arretrate. Sempre ai tempi di Ammi-saduqa risale un altro testo, di difficile interpretazione a causa del suo cattivo stato di conservazione, contenente alcune regole relative agli immobili, ai terreni edificabili, ai campi e ai modi per possederli e alienarli. Questi furono gli ultimi testi giuridici di cui siamo a conoscenza dell'Età paleo-babilonese. Con la rinascita di Babilonia in età neo-babilonese, alcuni sovrani — tra cui Nabopolassar e Nabucodonosor II — promulgarono decreti di cui si conservano tracce frammentarie. Tuttavia, l’epoca dei grandi codici legislativi sembra ormai conclusa.

### Assiri
Con il regno di Assur-uballit I iniziò un periodo di prosperità per gli Assiri, durante il quale emergono anche disposizioni di natura religiosa rivolte alla comunità e alla vita di corte. Questi documenti offrono preziose informazioni sul funzionamento del palazzo assiro e sulle dinamiche interne alle regge mesopotamiche, spesso teatro di intrighi e trame.
Le leggi attualmente note risalgono al regno medio-assiro, successivo alla liberazione dal dominio degli Hurriti. Sebbene riferibili al regno di Tiglatpileser I, sembrano basarsi su una tradizione normativa più antica, trasmessa tramite copie fedeli di testi precedenti, redatti nel pieno della fase medioassira.
Diversamente dalle raccolte sumeriche e babilonesi, le leggi medioassire non costituiscono un codice organico emanato ufficialmente da un sovrano, né vi è certezza sull'esistenza di un vero e proprio codice legislativo. Le fonti conservate sono raccolte di articoli giuridici ordinati per argomento, probabilmente destinate all’uso pratico da parte dei giudici. Offrono un importante spaccato sulla condizione della donna, le consuetudini matrimoniali, le norme comportamentali e il grado di subordinazione femminile al marito. Tra queste, figura l’istituto del levirato, che impone al fratello del defunto di sposarne la vedova. Vengono inoltre dettagliati i casi di adulterio e regolamentato l’uso del velo per le donne.
Pur essendo composte da articoli selezionati tematicamente, queste leggi sembrano aver avuto una certa diffusione e riflettono una volontà centralizzata di raccolta, probabilmente su impulso del sovrano. Il loro tono è diretto e severo, con pene corporali spesso drastiche, che superano talvolta il principio del taglione o del contrappasso, arrivando a sanzioni estreme. Dopo il periodo medioassiro, non sono note ulteriori raccolte legislative codificate in Assiria.

## Diritto nell'antico Egitto

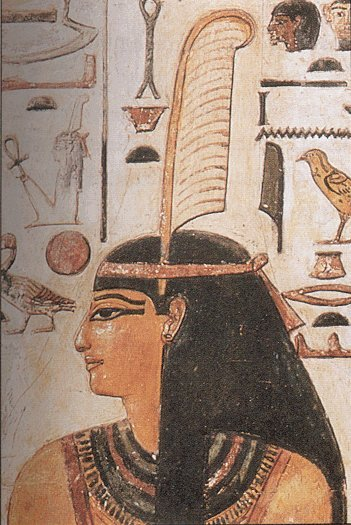
Personificazione di Maat in una dea antropomorfa, l'antico concetto egizio dell'equilibrio, dell'ordine, dell'armonia, della verità, della legge e regola, della moralità e della giustizia

L'origine di un sistema giuridico nell'Antico Egitto può essere fatta risalire all'unificazione dell'Alto e del Basso Egitto, tradizionalmente attribuita al re Menes (Narmer), figura storica e leggendaria, collocata intorno al XXXI-XXX secolo a.C.. La sua conclusione invece è collocabile alla conquista romana, avvenuta nel 30 a.C., sebbene alcuni elementi del diritto egiziano sopravvissero anche durante il dominio romano, specialmente nelle aree meno soggette all'influenza dell'amministrazione imperiale.
A differenza delle civiltà mesopotamiche, non ci sono pervenuti codici giuridici formali dell'Antico Egitto, sebbene alcuni faraoni siano ricordati come legislatori. Sono però sopravvissuti numerosi documenti legali, come atti e contratti, che offrono preziose testimonianze sul sistema giuridico egiziano. Il diritto egiziano si fondava principalmente su principi di buon senso, mirati alla ricerca di accordi e alla risoluzione pacifica dei conflitti, piuttosto che sull'applicazione rigida di norme scritte. Esisteva un diritto consuetudinario, trasmesso oralmente attraverso pratiche e tradizioni consolidate. Un'importante testimonianza proviene da Deir el-Medina, dove sono stati rinvenuti ben 284 reperti a carattere giuridico, incisi su papiro e ostraka, che documentano diversi casi giudiziari locali.
Il faraone era il sovrano: governava il popolo e il territorio, ma il suo potere non era assoluto, bensì vincolato alla funzione divina di mantenere e realizzare l'ordine supremo e ineludibile della giustizia e della verità, identificato nel Maat, il principio che governava l'universo, la giustizia, la società e la morale. Se il faraone non adempiva correttamente a tale compito, sarebbe stato ritenuto responsabile: secondo la religione egizia la sua condotta, dopo la morte, veniva esaminata nel tribunale osiriaco, attraverso il rituale della pesatura del cuore. Solo se realizzava la Maat, egli era considerato uguale a dio, «di un solo corpo con dio», e legittimato nella sua funzione regale. Come autorità suprema, giudicava i casi penali più gravi, che talvolta poteva demandare a una commissione ad hoc. Tuttavia, la maggior parte delle cause penali era di competenza del Visir, che presiedeva il "grande Kenebet". Le pene erano solitamente severe e potevano andare dal lavoro forzato, alla mutilazione o alla condanna a morte; sono attestate anche rudimentali norme a protezione dei diritti dei colpevoli.
I crimini meno gravi e le cause civili erano giudicati dai Kenebet locali, consigli di anziani presso i quali i contendenti si presentavano personalmente, senza ausilio di avvocati ma con la facoltà di produrre prove documentali o testimoni. Attore e convenuto erano tenuti a dire la verità: chi affermava il falso commetteva un delitto sacrale punito con la morte. Al collegio giudicante potevano partecipare anche donne, sebbene più raramente, e il numero dei giudici era variabile. La sentenza veniva presa collegialmente, ma non se ne conoscono le modalità precise. Le materie di competenza dei Kenebet comprendevano mancati pagamenti, piccoli furti, insulti, calunnie e dispute su beni mobili o confini tra fondi.
Dai papiri di Deir el-Medina sappiamo che, a partire dal Nuovo Regno, gli oracoli ebbero un ruolo importante nel sistema legale, amministrando giustizia in cause civili e penali. La procedura consisteva nel porre una domanda alla divinità, rappresentata dalla statua del faraone divinizzato Amenofi I, a cui si rispondeva con un "sì" o un "no". La statua, trasportata dai sacerdoti, esprimeva il giudizio muovendosi in avanti o all’indietro.

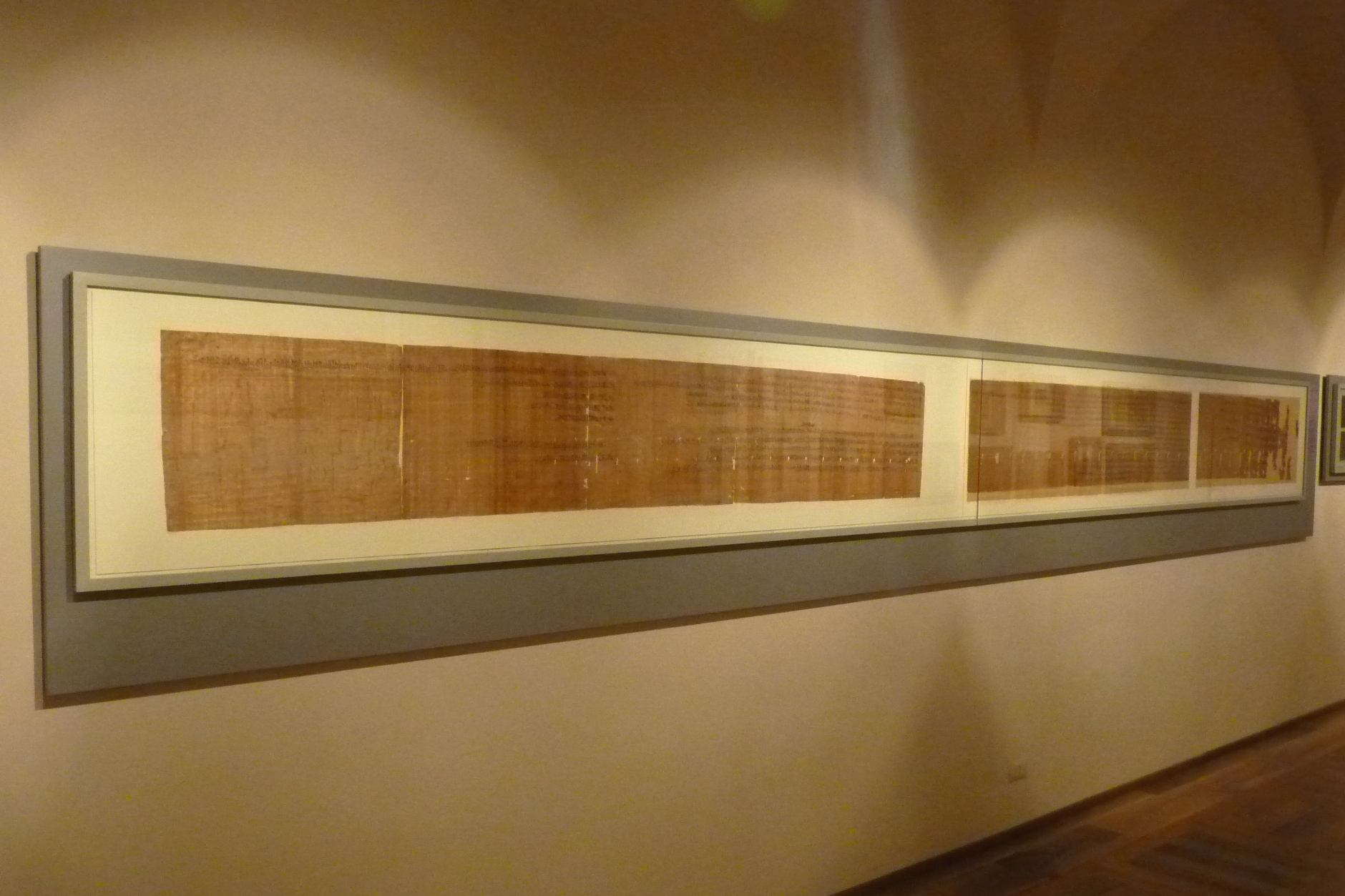
Il papiro giuridico di Torino esposto al museo egizio di Torino

Un esempio di processo penale nell'Antico Egitto è documentato nel cosiddetto "papiro giuridico di Torino", che descrive il processo contro i responsabili della congiura dell'harem ai danni del faraone Ramses III, della XX dinastia, complotto che si concluse probabilmente con la morte del sovrano. Gli accusati furono convocati, dichiarati colpevoli e condannati. Quando emerse la complicità di alcuni giudici con sei donne accusate, lo scandalo fu tale che i giudici vennero subito puniti: la Maat non poteva tollerare infedeltà da parte dei suoi servitori.

Giovani sposi egizi

Nell'Antico Egitto il matrimonio era un accordo sociale volto a regolare la proprietà, senza un rituale religioso formale noto o una registrazione statale obbligatoria. Non richiedeva registrazione ufficiale: bastava iniziare a convivere. Si potevano comunque stipulare contratti di matrimonio, di natura economica, conservati da terzi o nei templi. Il divorzio era possibile per entrambi i coniugi, per motivi quali adulterio, sterilità, abusi o semplice incompatibilità. Se la donna avviava il divorzio senza opposizione, poteva mantenere i propri beni e una parte di quelli comuni. In casi eccezionali, come testimonia un ostrakon di Deir el-Medina, una donna che abbandonò il marito malato perse ogni diritto sui beni. Se il marito abbandonava la moglie, poteva essere condannato a pagare una multa o un mantenimento, perdendo la sua quota di beni coniugali.
Le regole sull'eredità variarono nel tempo. Sebbene la primogenitura maschile fosse spesso preferita, vi furono periodi in cui tutti i figli ereditavano in parti uguali. I beni immobili restavano spesso indivisi e gestiti congiuntamente dai familiari. Per destinare beni a soggetti diversi dagli eredi naturali si usava un documento chiamato imeyt-per ("ciò che è in casa"), che garantiva le volontà del defunto. Le donne egiziane godevano di maggiore libertà e uguaglianza giuridica rispetto alle loro contemporanee mesopotamiche, greche o romane, potendo possedere, ereditare e gestire beni anche dopo il matrimonio.
Il diritto egiziano influenzò sia il diritto greco che quello romano. Secondo alcune fonti, Solone, legislatore ateniese che viaggiò in Egitto, introdusse nelle sue riforme alcune norme ispirate al diritto egiziano. L’influenza proseguì nel periodo ellenistico e si rifletté anche su aspetti del diritto romano, soprattutto in materia di successioni e contratti.

## Legge ebraica

### La fonte primaria e originaria: laToràe legge mosaica

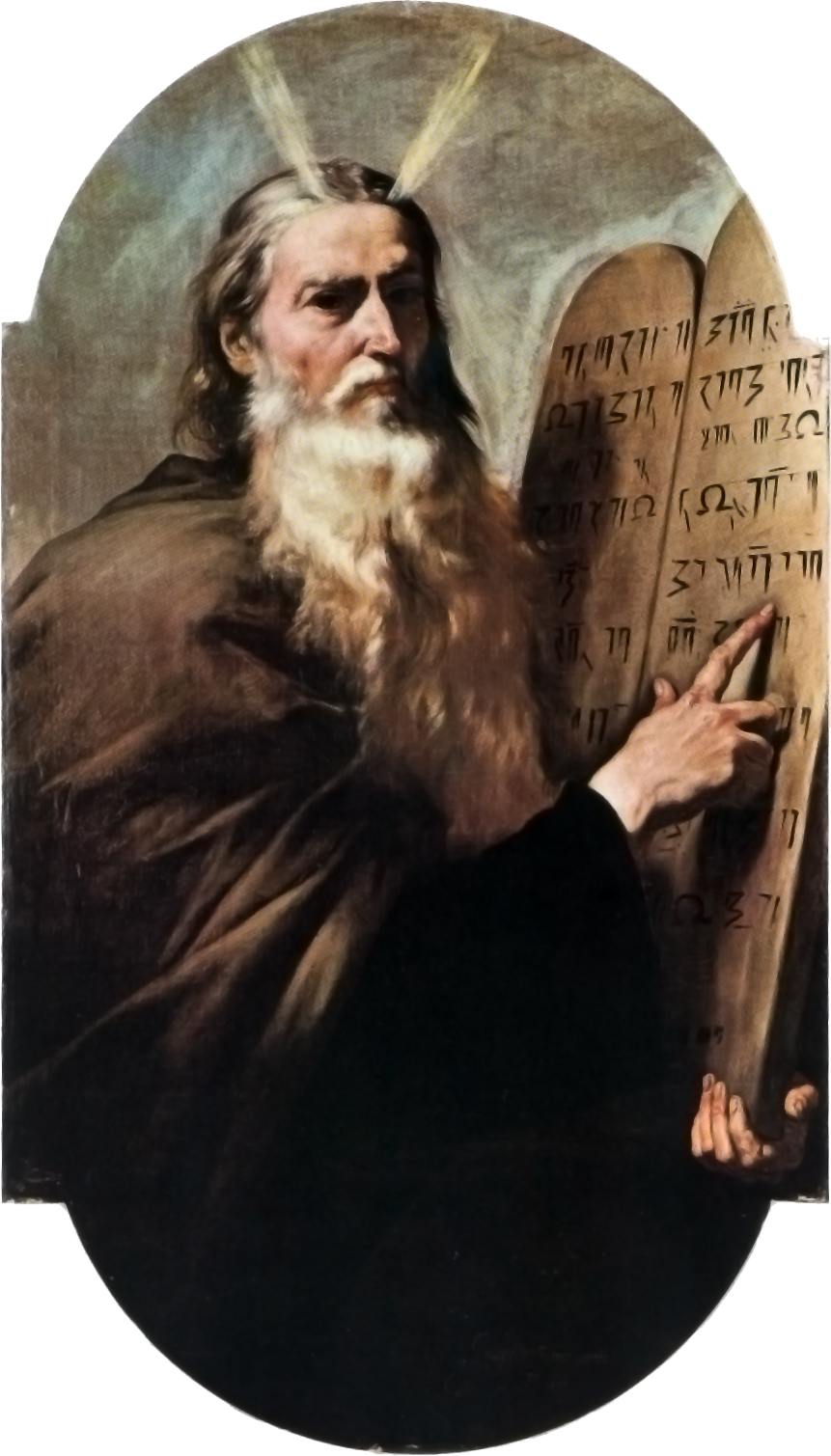
Mosè con le tavole della legge. Dipinto di José de Ribera

La Bibbia costituisce la fonte primaria del diritto ebraico, l'Halakhah, ovvero le norme religiose, etiche e giuridiche che regolano ogni aspetto della vita ebraica. In particolare, si definisce "diritto biblico" l'insieme delle norme contenute nei cinque libri del Pentateuco, ovvero la Torà (Genesi, Esodo, Levitico, Numeri e Deuteronomio). Questo testo è considerato fondamentale e vincolante nella tradizione ebraica, inteso come un'opera unitaria e priva di contraddizioni interne.
La scienza biblica moderna ritiene che la Torà sia il risultato di un lungo processo di elaborazione e redazione, iniziato con la trasmissione orale delle tradizioni, seguito dalla loro messa per iscritto da parte di diverse scuole tra il X e il V secolo a.C., e conclusosi con una redazione unificata attorno al V secolo a.C., dopo l'esilio babilonese. Tuttavia, per la tradizione ebraica, la Torà fu scritta da Mosè nel XIII secolo a.C., dopo aver ricevuto la rivelazione divina sul monte Sinai. Tale rivelazione, descritta nel libro dell’Esodo, iniziò con i Dieci Comandamenti per proseguire con un insieme più ampio di leggi morali, religiose, rituali e civili, che Mosè avrebbe trascritto durante un periodo di quaranta giorni e quaranta notti, sempre sul Sinai, che complessivamente costituiscono la legge mosaica.
La Torà scritta viene interpretata secondo la tradizione della legge orale, anch'essa ritenuta rivelata da Dio a Mosè insieme alla legge scritta. Secondo la tradizione rabbinica, nella Torà sono contenuti 613 precetti (in ebraico: mitzvòt), suddivisi in 248 comandamenti positivi (prescrizioni) e 365 comandamenti negativi (proibizioni), che ogni ebreo è tenuto a osservare. Oltre alle norme specifiche per il popolo d’Israele, la tradizione ebraica riconosce anche sette precetti universali, noti come precetti noachidi, destinati a tutta l'umanità. Questi derivano, secondo la tradizione, dal patto stabilito da Dio con Noè dopo il diluvio, e costituiscono un codice etico di base che ogni essere umano dovrebbe osservare.
In ogni caso, fu con il ritorno nella terra di Israele, nel 538 a.C., che vennero gettate le basi del diritto ebraico tradizionale. Secondo la tradizione, figure come Esdra e Neemia svolsero un ruolo centrale nel ristabilire l’osservanza della Torà dopo i difficili anni in cattività. In questo periodo si affermano anche norme di origine rabbinica, come le takkanot e le gezerot, e nascono diverse scuole interpretative, tra cui quelle di Hillel (più flessibile) e Shammai (più rigorosa), che ricordano le scuole dei proculiani e sabiniani che animavano il dibattito giuridico a Roma.
Durante l’epoca del Secondo Tempio, il periodo che va dal 515 a.C. al 70 d.C., emersero anche importanti correnti religiose con influssi diretti nell'ambito giuridico. Tra esse vi era quella dei Farisei, rappresentanti del popolo, che proponevano un approccio realistico alla legge: la Torà scritta doveva essere integrata da quella orale, in quanto necessaria per spiegarne il senso profondo. Lo studio della Torà era un dovere per tutto il popolo ebraico, ma non si potevano imporre regole che la maggioranza non fosse in grado di osservare. Ai Farisei si contrapponevano i Sadducei, appartenenti per lo più alle classi nobiliari e sacerdotali, i quali riconoscevano solo la Torà scritta e rifiutavano l’autorità della tradizione orale su cui invece si basava l’interpretazione farisaica.

### La redazione del Mishnà dopo la diaspora

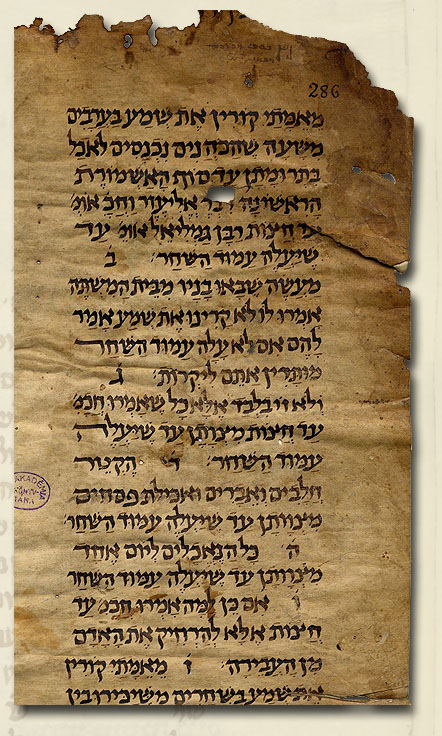
Manoscritto della Mishnà (Codex Kaufmann A50) risalente al X secolo

Con la definitiva sconfitta nelle guerre giudaiche contro Roma a seguito del fallimento della rivolta di Bar Kokhba (132–135 d.C.), il popolo ebraico andò incontro ad una diaspora che lo portò ad attraversare una fase di profonda crisi. Questa grave situazione convinse i rabbini alla necessità di trascrivere e sistematizzare il complesso della tradizione orale, fino ad allora tramandata esclusivamente a voce, per il timore di una sua perdita definitiva.
In questo contesto, si colloca l’opera di Rabbi Akiva, che avviò una prima raccolta delle norme orali, a cui seguirono i lavori del suo discepolo Rabbi Meir. Questi contributi confluirono nella Mishnà, la cui redazione definitiva, secondo la tradizione, fu curata da Yehudah HaNasi (Giuda il Principe), figura di grande prestigio intellettuale e politico, attivo tra la fine del II e l'inizio del III secolo d.C. La Mishnà (in ebraico: משנה, "ripetizione", "studio") è la prima grande opera di codificazione del diritto ebraico, e rappresenta la base della Halakhah. Essa raccoglie le tradizioni attribuite ai Tannaim – i rabbini saggi maestri della Legge orale – includendo non solo le norme accettate, ma anche opinioni minoritarie, a testimonianza del dibattito giuridico in corso prima della sua sistematizzazione.
La Mishnà è articolata in sei ordini principali (sedarim), suddivisi in sessanta trattati, organizzati in capitoli e paragrafi. L'opera presenta sia norme di origine biblica che interpretazioni e disposizioni rabbiniche autonome. Ogni ordine tratta un ambito specifico della vita religiosa, sociale e giuridica del popolo ebraico. Scritta in lingua ebraica mishnaica, impiega un linguaggio chiaro ma arricchito da termini stranieri (greco, latino, aramaico). Il metodo è casistico, con frequenti distinguo e discussioni, il che ne ha favorito fin da subito un’intensa interpretazione nelle scuole rabbiniche, preparando il terreno per la formazione del Talmud. La redazione della Mishnà segnò la conclusione dell'attività dei maestri della Legge orale e l'inizio di quella dei Amoraim, i commentatori della Mishnà stessa.

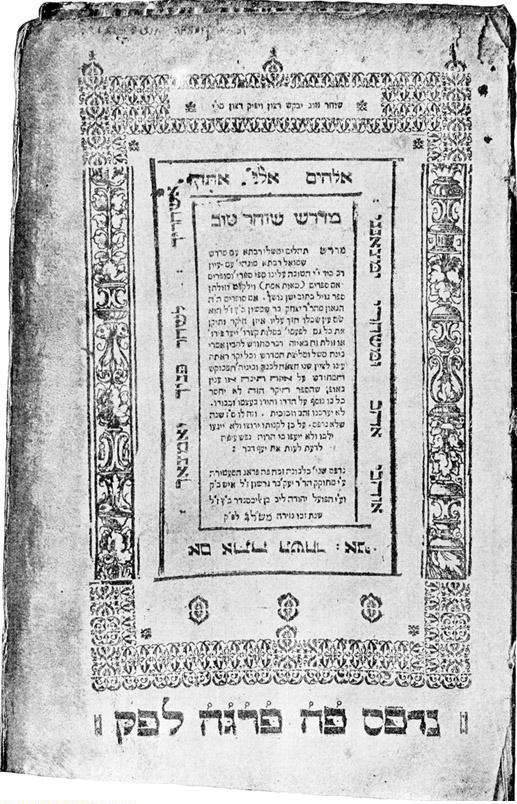
Pagina del Midrash Tehillim

Accanto alla Mishnà sorsero ulteriori raccolte. La Tosefta ("aggiunta") è una raccolta tannaitica redatta in ottimo ebraico e suddivisa in sei ordini come la Mishnà. Più ampia di quest’ultima, fu iniziata probabilmente da Rabbi Nechemia e completata nel III secolo. Contiene norme, disposizioni giuridiche e morali. Le Baraitot sono insegnamenti dei Maestri esclusi dalla Mishnà e dalla Tosefta, ma spesso usati per chiarire il testo mishnico. Di particolare rilievo è la Baraita di Rabbi Ishmael, che formula tredici regole ermeneutiche per interpretare la Torà, che mostrano affinità con i metodi esegetici greco-romani.
I Midrashim sono invece commenti rabbinici alla Bibbia, orientati a coglierne il significato profondo. Secondo Emmanuel Levinas, «le tredici figure dell'interpretazione della Torà di Rabbi Ishmael, che vengono spesso citate, o i famosi quattro livelli di lettura: peshat (senso ovvio), rémezh (senso allusivo), drash (senso sollecitato), sod (senso segreto), [...] richiedono a loro volta l'esegesi e costituiscono soltanto aspetti parziali del rabbinismo inteso come relazione al testo».

### Il Talmud

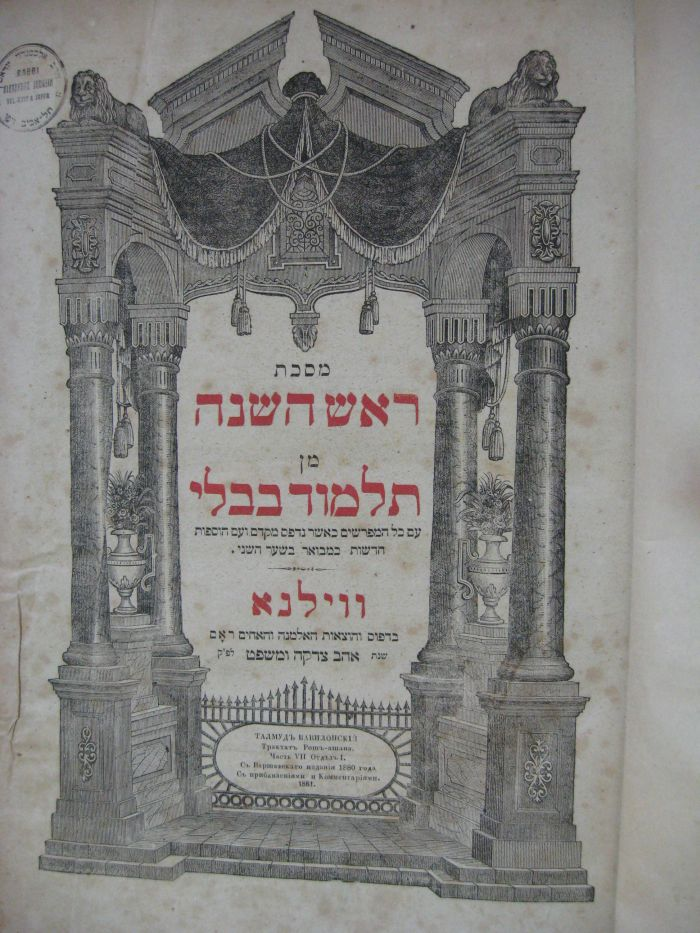
Pagina del Talmud babilonese

Con la redazione della Mishnà ebbe inizio un periodo di studio e commento della Legge orale nelle accademie talmudiche di Gerusalemme e della Babilonia. Nonostante la perdita dell'indipendenza politica, i saggi ebrei stabilirono come dovere religioso che le controversie fra ebrei fossero giudicate da tribunali ebraici, sia nella terra d’Israele che nella diaspora. Grazie al carattere religioso del diritto, si sviluppò così un sistema autonomo di giustizia che si mantenne fino all'emancipazione ebraica nel XVIII secolo. Si ebbe così la redazione del Talmud che consiste in un commento della Mishnà nei minimi particolari, l'analisi critica del suo contenuto, l'identificazione delle fonti bibliche, la soluzione di eventuali contraddizioni e la definizione di norme vincolanti.
Le discussioni del Talmud di Gerusalemme, redatto in aramaico siro-palestinese, sono generalmente più concise rispetto a quelle del Talmud babilonese, composto in aramaico orientale. Il primo risale all'inizio del V secolo, il secondo iniziò a prendere forma dal III secolo e fu completato attorno al 500.
Il Talmud babilonese, in particolare, è considerato l’opera giuridica e teologica di riferimento del mondo ebraico. Contiene 36 trattati e include deliberazioni, interpretazioni halachiche, responsa, decisioni legali e insegnamenti morali. Dal punto di vista giuridico, assumono particolare rilievo i trattati del terzo e del quarto ordine della Mishnà (Nashim e Nezikin), relativi al diritto familiare, civile e penale. Il Talmud è considerato ancora oggi la fonte principale e operativa del diritto ebraico.

## Diritto nell'antichità in Asia

### Asia orientale

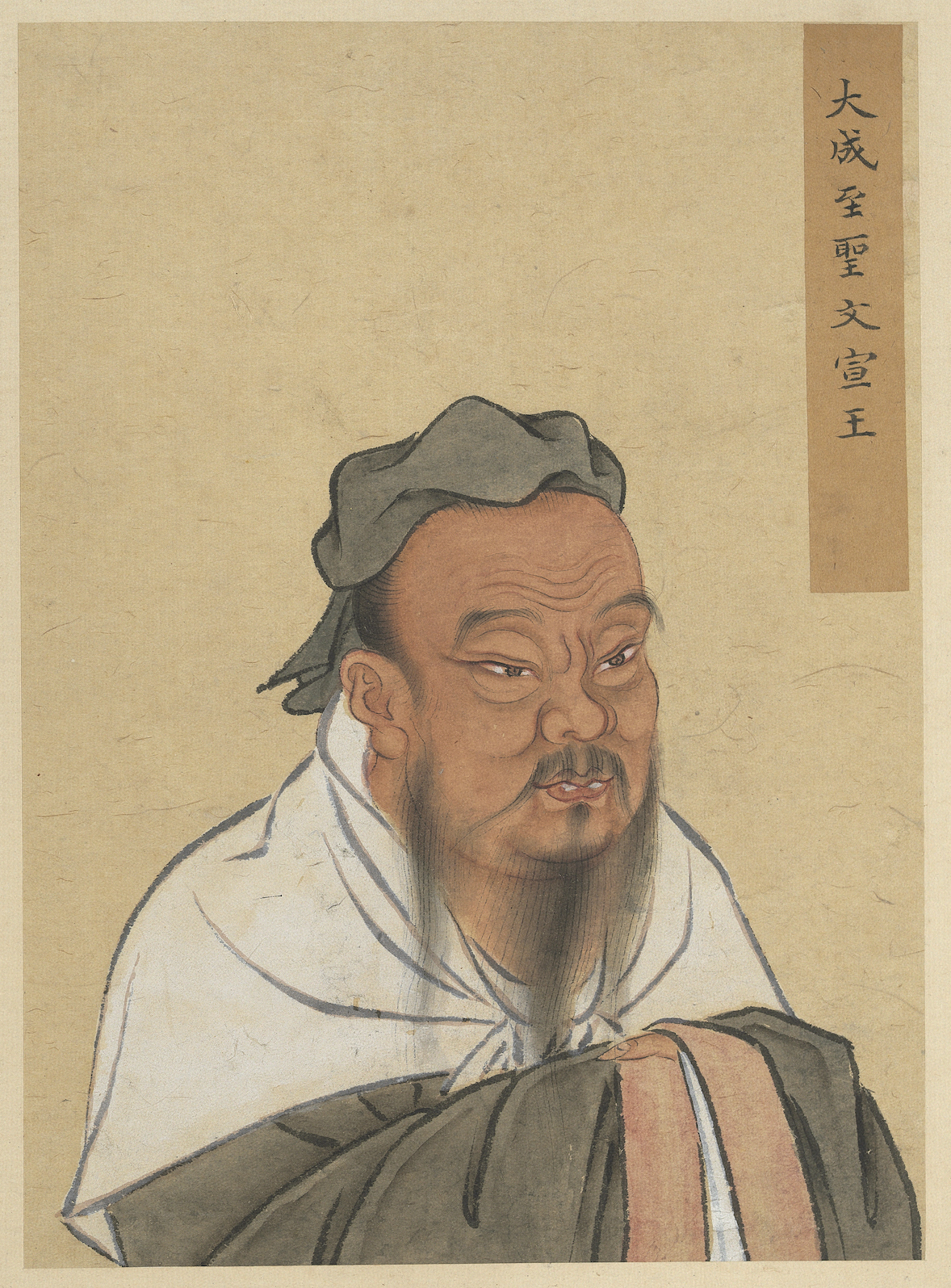
Ritratto di Confucio risalente al periodo della dinastia Yuan (1279-1368)

L'antico diritto cinese è relativamente ben documentato grazie alla precoce comparsa della scrittura cinese (sebbene ancora sugli ossi oracolari) tra il XIV secolo a.C. e il XIII secolo a.C., durante la dinastia Shang, un fattore che ha anche favorito il suo sviluppo. Le prime tracce del diritto cinese antico emergono in un contesto di centralizzazione del potere, sostenuto da una visione sacra del potere stesso. La dinastia reale degli Shang faceva ampio uso di pratiche sciamaniche e basava la propria legittimità sul rapporto con gli spiriti ancestrali. Intorno al 1000 a.C., sotto la dinastia Zhou, venne introdotto il concetto di Mandato del cielo (Tianming), con cui si legittimava il potere monarchico come manifestazione di una volontà superiore. Tuttavia, il sovrano doveva dimostrare di possedere virtù morali e capacità di amministrare giustamente; una ribellione vittoriosa era interpretata come prova della sua ingiustizia e della revoca del Mandato del cielo, che passava così a un altro sovrano. Gli Zhou adottarono una forma di controllo del territorio basata sull'infeudamento, utilizzando procedure fondate su legami di parentela. L'intensa attività intellettuale del periodo degli Stati Combattenti contribuì alla prima formulazione di un testo legislativo, il Xing Shu ("Libro delle pene"), attribuito a Zichan (fine del VI secolo a.C.), primo ministro dello Zheng.
Il diritto cinese antico fu fortemente influenzato dall'etica del Confucianesimo, nato dagli insegnamenti di Confucio nel V secolo a.C., che proponeva una società rigidamente gerarchica, regolata da un complesso sistema di "riti" (in cinese lǐ, 礼, traducibile anche come "buone maniere", "civiltà" o "etichetta") che disciplinavano ogni aspetto della vita. I confuciani consideravano i riti più efficaci della legge scritta, considerata un mezzo coercitivo inferiore al potere dell’esempio e dell’etica familiare. Per questo, il diritto formale si applicava solo ai reati più gravi, mentre per le controversie si preferiva l’arbitrato interno ai clan e alle comunità. A questa visione confuciana, a partire dal IV-III secolo a.C., andò a contrapporsi la scuola del legismo (i cui più importanti esponenti furono Shen Buhai e Shang Yang), che promuoveva invece un'obbedienza assoluta alle leggi. Questo modello fu poi adottato dall'Impero cinese, fondato nel 221 a.C. da Qin Shi Huang, dando vita a un sistema che integrava elementi del legismo con principi confuciani, taoisti e cosmologici (come la teoria dei cinque elementi). Dal legismo derivarono l'organizzazione burocratica e la suddivisione in province, mentre il confucianesimo perfezionò il sistema degli esami imperiali per i funzionari pubblici. Tale ordinamento giuridico, sebbene abbia ricevuto aggiornamenti e modifiche nel corso del tempo, si mantenne sostanzialmente efficiente per tutta la storia della Cina fino al XX secolo. Durante la successiva dinastia Han, che governò la Cina dal 206 a.C. al 220 d.C., vennero realizzati i primi grandi codici giuridici che servirono da modello per tutti i successivi ma, nel contempo, si assistette anche a una ripresa delle teorie confuciane.

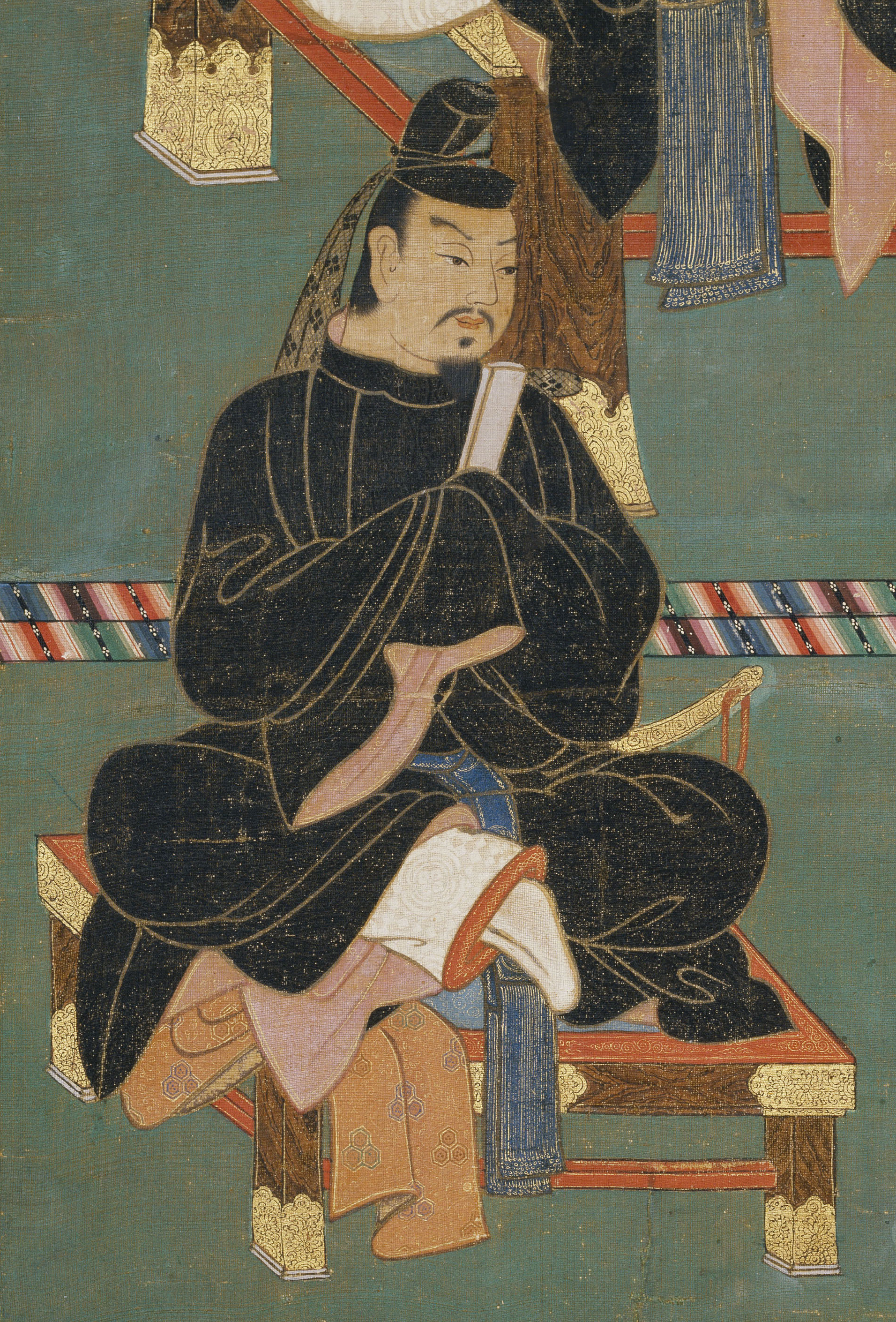
Il politico e funzionario Fujiwara no Fuhito (659-720).

In Giappone, la scrittura cinese iniziò a diffondersi tra il IV e il V secolo attraverso i regni coreani, ma solo nel VII secolo divenne un elemento centrale dell’amministrazione. Fino a quel momento, il diritto in Giappone era principalmente consuetudinario e tramandato oralmente dagli anziani o dai capi tribali. La giustizia si fondava sulla vendetta privata o sulla compensazione economica, con una forte influenza della religione shintoista, che interpretava le trasgressioni come atti di disobbedienza agli dèi. La società era fortemente patriarcale e la famiglia aveva un ruolo centrale nella definizione delle responsabilità. Nel contesto della competizione tra i vari clan, emerse il clan Yamato, che rivendicava come antenato divino la massima divinità celeste, Amaterasu, la dea del sole. Questo clan riuscì ad estendere gradualmente la sua egemonia sugli altri clan, consolidando progressivamente il suo potere. Secondo fonti cinesi, il regno Yamatai, governato dalla regina Himiko tra il II e il III secolo d.C., rappresentò uno dei primi esempi di autorità centralizzata in Giappone, combinando pratiche tribali con una forma di governo strutturato. Con l’introduzione della scrittura, giunsero anche il Confucianesimo e il Buddhismo, che influenzarono profondamente la società e il diritto locale. Questo portò all'affermazione di un modello di governo sempre più centralizzato ispirato a quello cinese, ma adattato alla struttura clanica del Giappone. Nel 604 d.C., il principe Shōtoku Taishi promulgò la costituzione di 17 articoli, un insieme di linee guida etiche e amministrative basate sul confucianesimo e sul buddhismo, in cui si enfatizzava l’armonia sociale, la lealtà all'imperatore e la moralità dei funzionari. Nel VII secolo, il Giappone iniziò ad adottare il Ritsuryō, un sistema legislativo ispirato al modello Tang cinese, che venne formalizzato con il codice Taihō nel 701 e successivamente aggiornato con il codice Yōrō nel 757. Il codice di Taihō comprendeva un "codice" penale e uno amministrativo che rimasero formalmente in vigore fino alla metà del XIX secolo. Con il passare del tempo, il sistema Ritsuryō perse gradualmente la sua influenza quando il potere politico si spostò verso i clan aristocratici e, successivamente, verso il sistema feudale dei samurai.
Il diritto tradizionale degli antichi stati della Corea si basava su poche disposizioni legislative, prevalentemente di carattere penalistico, ed era fortemente influenzato dalle tensioni tra il legalismo di origine cinese e l'opposta dottrina confuciana. Un codice del III secolo a.C. di cui possediamo alcuni frammenti era strutturato in soli otto articoli. Il primo documento legislativo del periodo dinastico dei tre regni di Corea fu il codice Yul-lyoung, promulgato nel regno di Goguryeo nel 373 d.C. Successivamente furono emanati altri documenti che contribuirono allo sviluppo di un sistema istituzionale più articolato.

### India

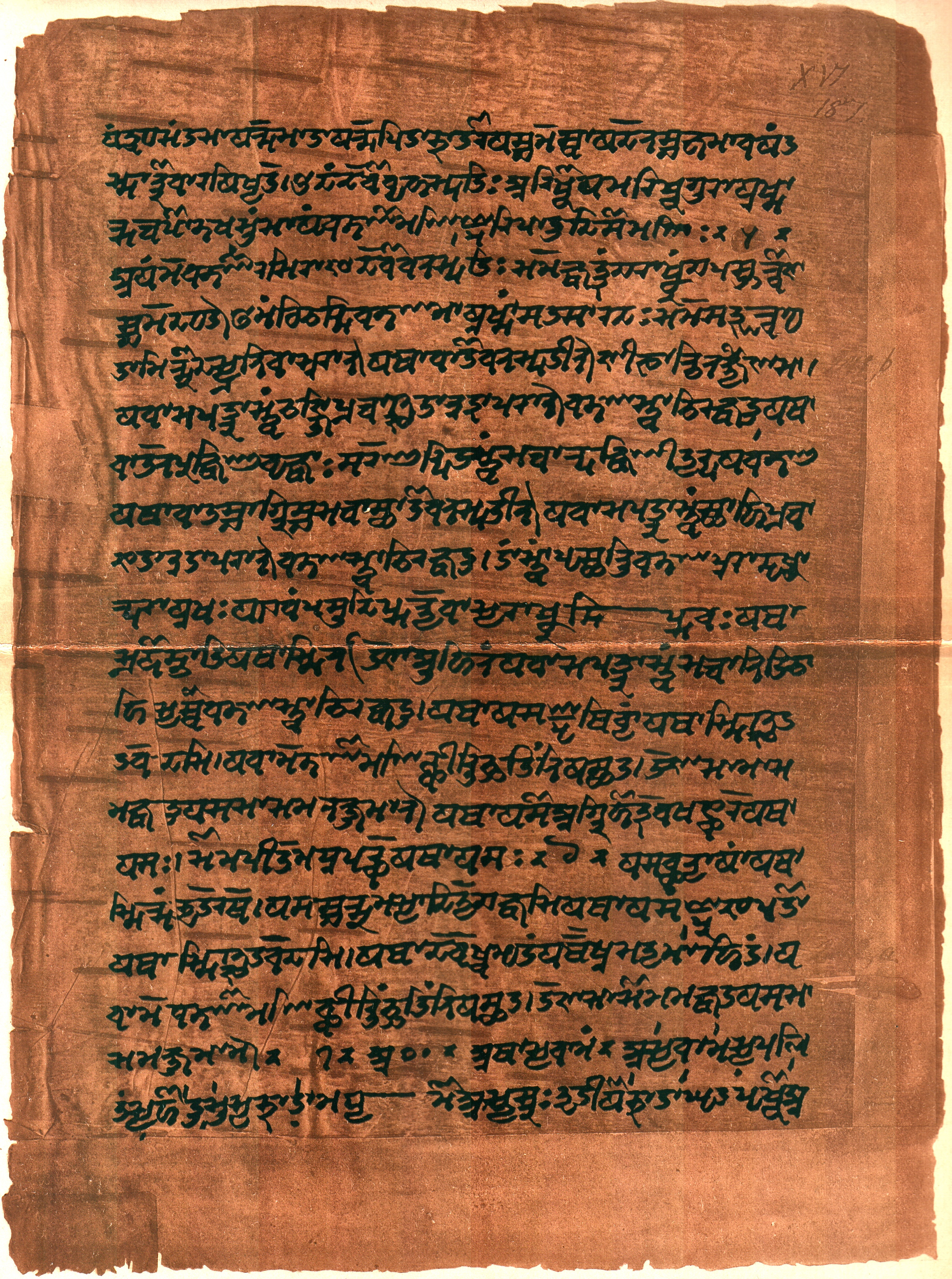
Una pagina dallAtharvaveda, una delle suddivisioni del Veda

Il diritto dell'antichità in India si sviluppò nell'ambito delle tradizioni religiose e sociali dell'India antica, dove le norme giuridiche erano strettamente legate al concetto di Dharma, inteso come dovere morale, etico e sociale. Il sistema giuridico indiano antico era pervaso dalle religioni vediche e induiste, che esercitarono una forte influenza sulle pratiche giuridiche e sulla concezione della giustizia. Il concetto di Dharma affonda le sue radici nella Civiltà vedica, risalente al II millennio a.C. Inizialmente, il termine compare nei Veda, i testi sacri più antichi dell'India, dove assume un significato ampio legato all'ordine cosmico, al rito e alle norme morali.
I Dharmasutra sono opere dedicate al Dharma, risalenti a un periodo compreso tra il VI e il II secolo a.C., redatte in forma di sutra, ossia manuali in forma aforistica destinati a sacerdoti e maestri religiosi, probabilmente pensati per essere memorizzati dai discepoli. Poiché questi testi ambiscono a stabilire le regole che devono guidare la condotta umana, includono anche precetti che li fanno diventare a tutti gli effetti fonti giuridiche. Questi testi contengono norme relative ai saṃskāra (riti di passaggio), al matrimonio, agli āśrama (stadi della vita), alle varna (caste), ai doveri del brahmacārin (studente) e del capofamiglia, nonché alle offerte funebri e alle pene per i reati. I Dharmasutra elencano tre fonti del Dharma: il Veda, la tradizione e la buona consuetudine. Tra i Dharmasutra più noti si annoverano quelli attribuiti a autori come Āpastamba, Gautama, Baudhāyana e Vasiṣṭha. Questi testi riflettono la visione del dharma come principio universale che garantisce l'ordine sociale e cosmico.
Molto probabilmente, ai Dharmasutra fecero seguito alcuni trattati sul Dharma noti come Dharmaśāstra, anch'essi testi giuridico-religiosi della tradizione indù, redatti in un periodo compreso tra il II secolo a.C. e il V secolo d.C. A differenza dei Dharmasutra, scritti in prosa o in prosa alternata a versi, i Dharmaśāstra sono interamente composti in versi e presentano una lingua più vicina al sanscrito classico. Pur trattando gli stessi argomenti, i Dharmaśāstra sono testi più ampi e dedicano maggiore spazio alle norme di carattere giuridico. Inoltre, a differenza dei Dharmasutra, che sono legati a specifiche scuole vediche, i Dharmaśāstra hanno un carattere più generale e sono circondati da leggende che ne attribuiscono un'origine mitica, perdendo così ogni legame con una scuola vedica precisa.

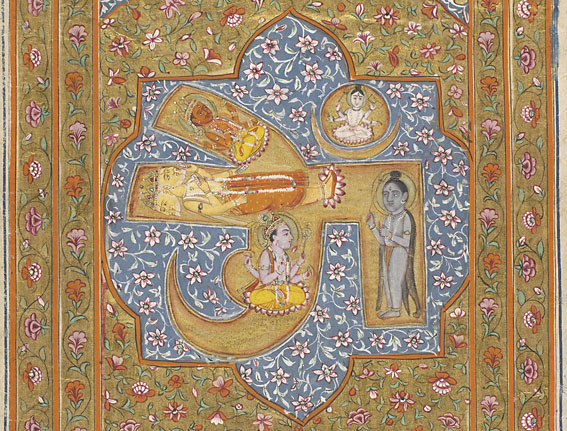
Brahma, Vishnu e Shiva all'interno di un Om, in un manoscritto del Codice di Manu del 1795

Il Dharmaśāstra più celebre, tanto da essere considerato la fonte più autorevole del Dharma dopo i Veda, è il cosiddetto "Codice di Manu" (Manusmṛti). Risalente probabilmente a un periodo compreso tra il II secolo a.C. e il II secolo, l'opera è suddivisa in dodici libri, per un totale di 2694 distici. Dopo un libro introduttivo, i cinque successivi riprendono le tematiche trattate nei precedenti testi sul Dharma. I libri seguenti, invece, risultano più originali e innovativi, poiché affrontano temi specifici come le qualità e i doveri richiesti a un sovrano, le leggi di guerra e la politica estera, le controversie private, precetti religiosi e le pratiche rituali. Il codice di Manu, chiamato così perché tradizionalmente attribuito al mitico legislatore Manu, si distingue anche per il tentativo di classificare e organizzare in modo sistematico le materie legate alle dispute giuridiche, rappresentando così la prima esposizione ordinata del diritto indiano. Il codice godette di grande prestigio non solo in India, ma anche in regioni come il Champa, la Cambogia e l'Indonesia. Sebbene oggi non sia più un testo con valenza pratica, notevole è stata la sua influenza su ogni aspetto del pensiero indù tradizionale, soprattutto nella giustificazione del sistema delle caste.

## Diritto greco antico

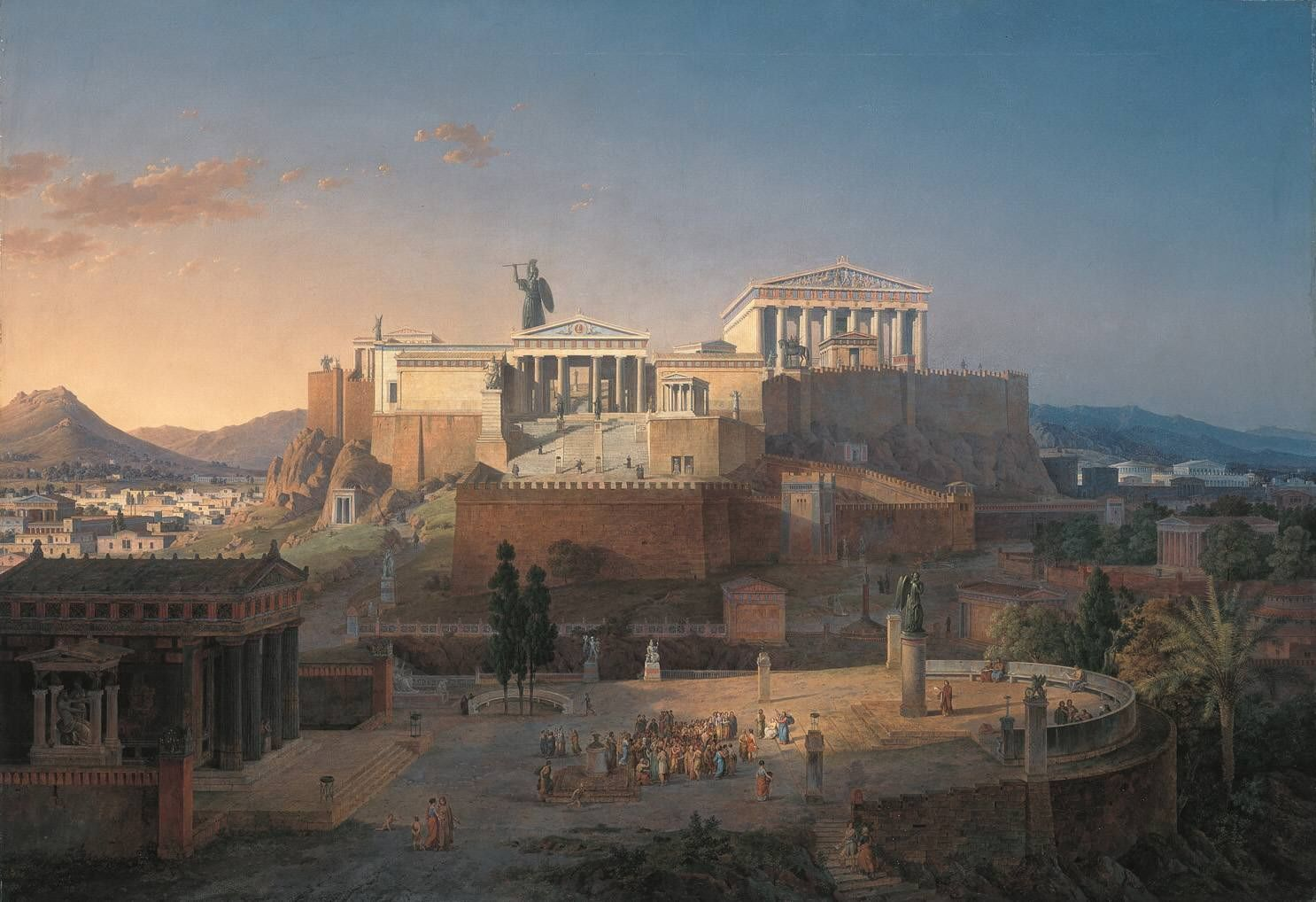
Ricostruzione ideale dell'Acropoli e dell'Areopago di Atene. una delle poleis più importanti. Dipinto di Leo von Klenze, 1846

Per diritto greco antico si intendono gli aspetti delle istituzioni giuridiche delle popolazioni elleniche, dalla loro formazione fino all'età di Giustiniano, momento di transizione verso il diritto bizantino, che pur in lingua greca si fondava sul sistema romano. Inizialmente si sviluppò nei regni micenei, per poi evolversi nei primi agglomerati urbani destinati a diventare le poleis, le città-stato dell'antica Grecia, caratterizzate da profonde differenze. Successivamente, il diritto greco riguardò anche le monarchie ellenistiche nate dopo le conquiste di Alessandro Magno e le città greche dell'Egitto.
Proprio per la sua frammentazione, dovuta alla varietà degli ordinamenti presenti nelle diverse città-stato, è stato talvolta osservato che sarebbe più corretto parlare di "diritti greci". Tuttavia, l'esistenza di elementi comuni — come lingua, religione e costumi — che facevano riconoscere gli stessi Greci come appartenenti a un'unica cultura suggerisce la validità di considerare un "diritto greco" complessivo.
Sebbene per certi aspetti il diritto greco abbia raggiunto un certo grado di complessità, non si può dire che si sia mai sviluppata una vera e propria scienza giuridica autonoma, come avverrà a Roma, né una classe di giuristi specializzati. In nessuna città greca si ebbero esperti di diritto in grado di elaborare concetti giuridici generali e astratti; tutt'al più vi furono esegeti e logografi, con i primi che si limitavano a fornire interpretazioni alle norme di diritto sacre e i secondi specializzati nello scrivere discorsi giudiziari — basati più sulla retorica che sul diritto — a beneficio delle parti che difendevano la propria causa in un processo davanti a giudici popolari privi di competenze giuridiche. Nonostante ciò, la cultura giuridica greca influenzò profondamente lo sviluppo della giurisprudenza romana, soprattutto in ambito filosofico e metodologico, grazie ai modelli trasmessi a Roma a partire dal II secolo a.C., che ebbero un impatto significativo sul diritto romano classico.

### Diritto e pensiero filosofico

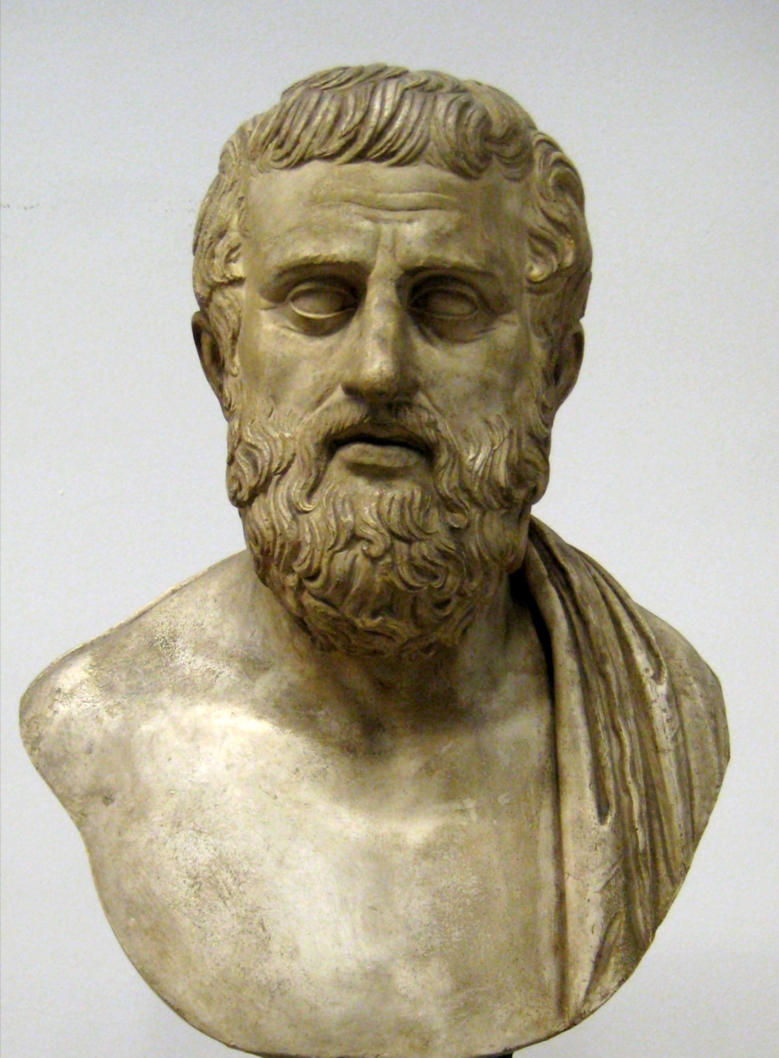
Busto di Sofocle

Se pure non si può considerare che l'antica Grecia sia stata la madre della scienza giuridica, essa lo è stata senz'altro per la filosofia, e questa contribuì a definire principi etici e giuridici che influenzarono le leggi nelle poleis, sebbene non abbia mai trattato il diritto come un oggetto di riflessione autonoma o sistematica. Fin dai poemi di Omero si possono trovare numerosi riferimenti a problemi morali ed etici, sebbene non ancora presentati in termini filosofici. Nell’Iliade, ad esempio, il mancato rispetto da parte degli uomini della giustizia è la causa scatenante dell'ira di Zeus.
Tra i filosofi presocratici, Anassimandro, Parmenide ed Eraclito accennano a temi etici nelle loro opere. Secondo testimonianze successive, ad Anassimandro è attribuita l'idea che, a favore della legge, «il popolo deve combattere come se stesse difendendo le mura della città» e che «tutte le leggi umane sono alimentate da un'unica legge di vita». Pitagora riconduce la legge al concetto di un'armonia matematica che regola il cosmo. Nella tragedia Antigone di Sofocle, per la prima volta viene messo in contrapposizione il diritto positivo, ovvero quello che scaturisce dalle leggi create dall'uomo, con quello che viene definito diritto naturale, ossia quell'insieme di principi universali e immutabili basati sull'etica e indipendenti dalla legge. Questo conflitto diventerà uno dei temi più rilevanti trattati nel corso della storia del diritto.
Anche i sofisti sono noti per un approccio innovativo ai temi della giustizia e della legge. Essi sostenevano una visione estremamente relativista sia della conoscenza che della morale, affermando che «l'uomo è la misura di tutte le cose» e che non esistono verità universali. Di conseguenza, la loro idea di legge si contrapponeva alla visione arcaica, che la considerava come espressione della volontà divina, affermando invece che essa è di origine umana e che spesso varia da popolo a popolo. Protagora sottolineava che le leggi sono necessarie per la società, mentre Ippia distinse tra leggi naturali e leggi umane. Trasimaco e Crizia, infine, vedevano le leggi come strumenti di potere utilizzati dai più forti per difendere i propri interessi.

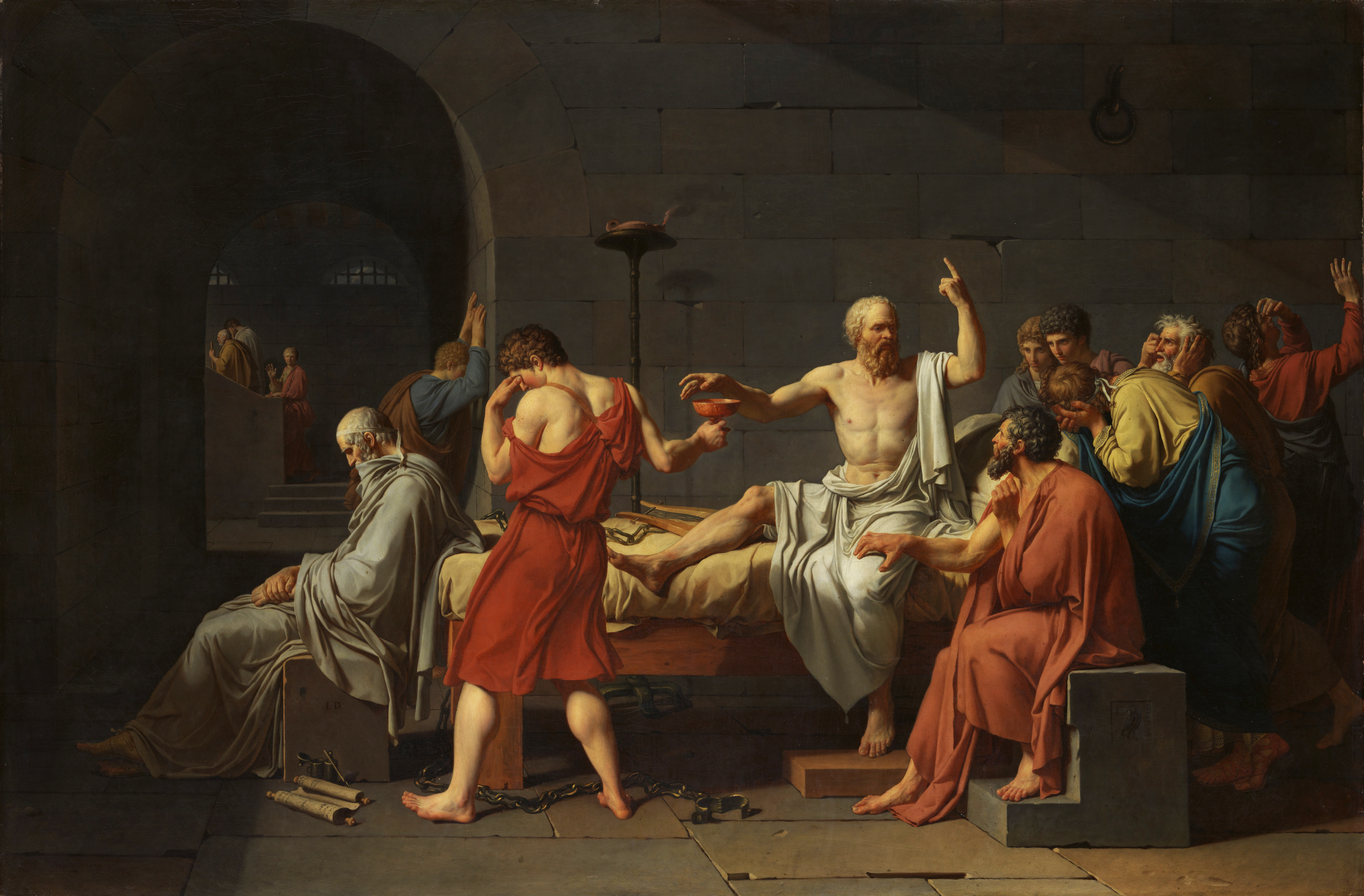
Morte di Socrate, tela di Jacques-Louis David

Socrate non affrontò in modo sistematico il problema del diritto; tuttavia, la sua dottrina morale implicava un atteggiamento di rispetto verso la legge. Quando venne messo sotto processo, nonostante la falsità delle accuse, preferì accettare il verdetto di morte secondo le "Leggi di Atene", invece che fuggire in esilio, asserendo che «chi obbedisce alle leggi dello Stato agisce giustamente, chi le disobbedisce, ingiustamente». La legge, per Socrate, andava rispettata non per il suo valore intrinseco, ma per un dovere morale e civico.
Allievo di Socrate, Platone concepisce la giustizia come la virtù totale. Nella sua opera La Repubblica descrive uno stato ideale, governato dai filosofi, dove gli individui agiscono rettamente anche senza imposizioni esterne, ma spontaneamente spinti dall'educazione ricevuta. Lo stesso Platone, tuttavia, riconosce che tale ideale fosse difficilmente realizzabile nella prassi e che, nella realtà, si potesse al massimo ambire a sistemi di governo migliori rispetto ad altri.

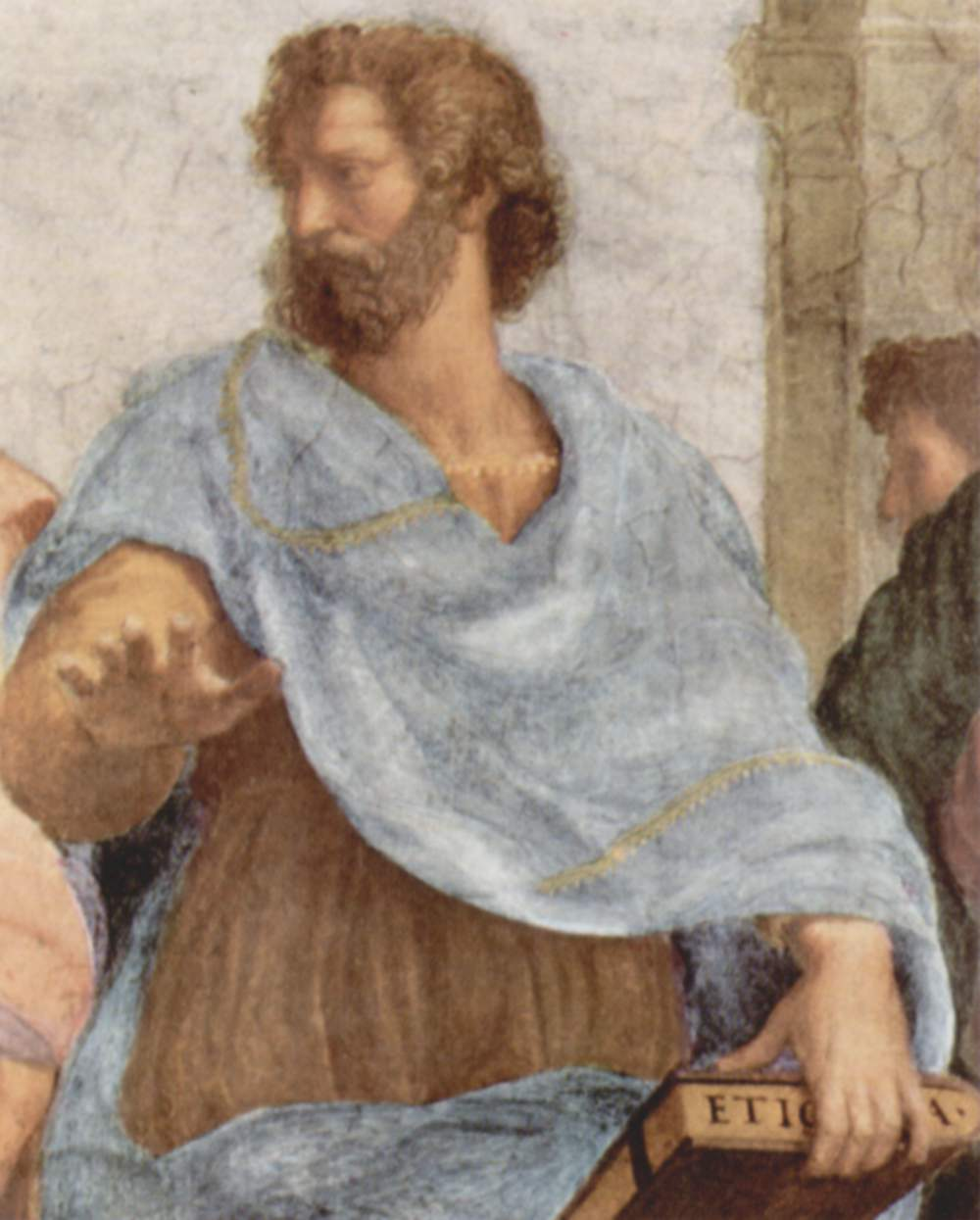
Aristotele. Dettaglio dalla Scuola di Atene di Raffaello Sanzio

A sua volta allievo di Platone, Aristotele si discosta notevolmente dal maestro, proponendo una visione più concreta e articolata della giustizia. Egli ne distingue due tipi fondamentali ancora oggi alla base del diritto: la giustizia distributiva e la giustizia correttiva. La prima riguarda la distribuzione di beni e onori in base al merito o al contributo di ciascuno, secondo una proporzione geometrica, per cui a individui con meriti diversi corrispondono trattamenti differenti; la seconda si applica nei rapporti privati, come nei contratti e nei reati, ed è basata su una proporzione aritmetica, mirata a ripristinare l'equilibrio tra le parti, indipendentemente dal merito. Nell’Etica Nicomachea, Aristotele riconosce che le leggi, essendo generali, non sempre si adattano ai casi concreti e, per ovviare a questo, introduce il concetto di epicheia (equità), che consente di correggere l’applicazione rigida della norma quando risulta ingiusta. Tuttavia, si dimostra ben consapevole dei rischi di un’eccessiva discrezionalità. Infine, per lo stagirita, la legge ha principalmente una funzione tecnica e politica, volta a garantire ordine e convivenza sociale, piuttosto che un valore etico o educativo.

### Evoluzione delle fonti

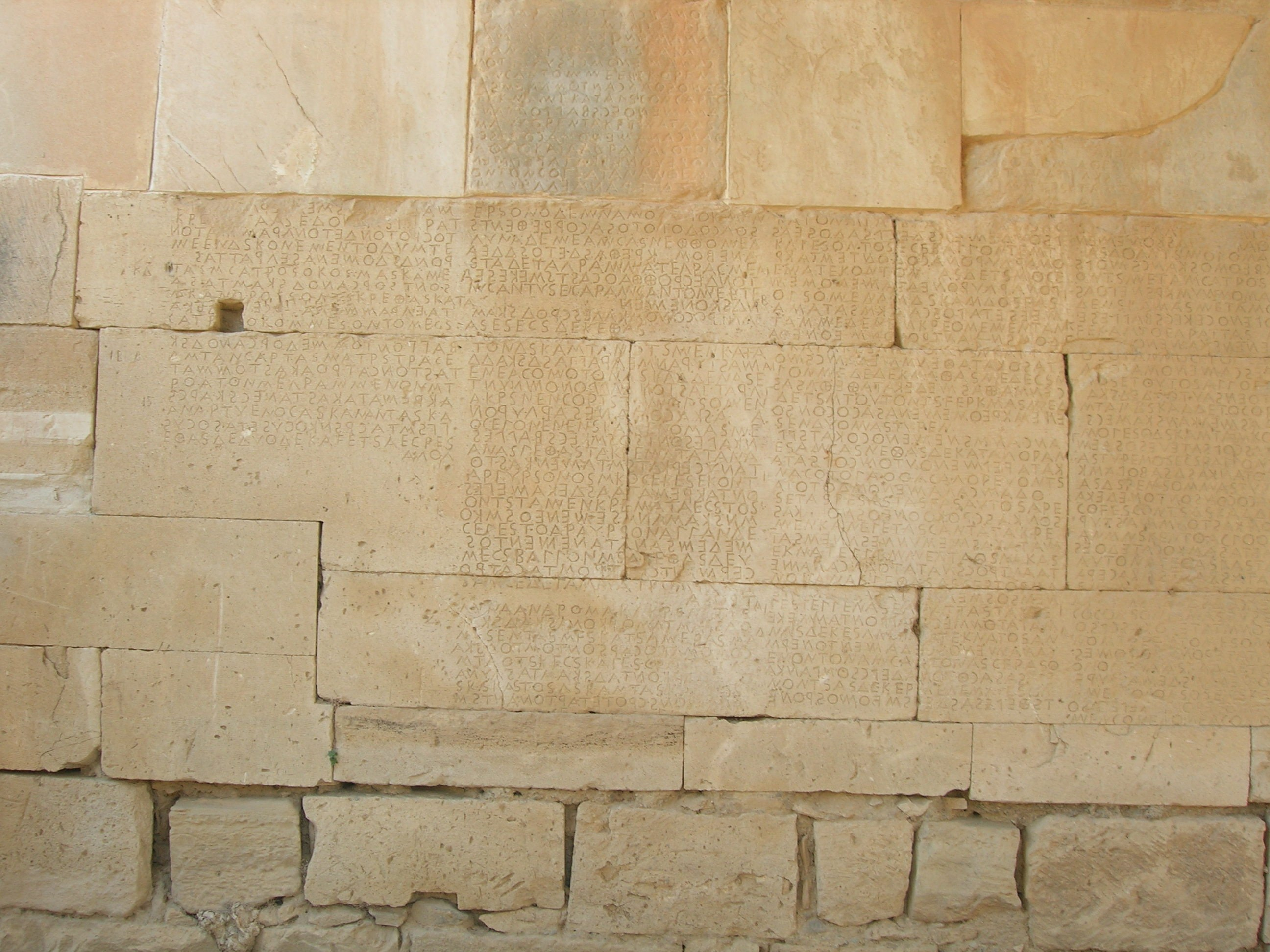
Epigrafe con le leggi di Gortina, uno dei più antichi testi legislativi greci

Il diritto greco antico si è sviluppato attraverso diverse fasi, influenzate dalle trasformazioni politiche e sociali delle città-stato (pòleis). In età arcaica (circa 800-500 a.C.), il diritto non era ancora formalizzato in norme giuridiche, ma derivava da pratiche divinatorie o ordalie. Le fonti erano, pertanto, orali e consuetudinarie interpretate e tramandate da una classe aristocratica che spesso utilizzava questo potere senza alcun controllo. Nelle opere di Esiodo si possono trovare testimonianze dell'arbitrarietà dei giudici. La necessità di avere una maggior certezza della legge, accompagnata da un aumento della mobilità sociale, portò all'inizio di un lungo processo di scrittura delle leggi favorito anche da una progressiva affermazione della scrittura alfabetica.
Così, a partire dal VII secolo a.C. la legge (nómos) divenne la principale fonte del diritto positivo, contrapponendosi al nómos ágraphos, ovvero la legge morale universale. i decreti dell'assemblea (psephisma), iniziarono ad esser considerati di valore inferiore alla legge scritta. Anche il ricorso alla consuetudine andò in disuso, sebbene alcuni usi sacri e le éthe (costumi tradizionali) continuarono ad essere ritenuti inviolabili, mentre le decisioni giudiziarie non divennero mai fonti del diritto.

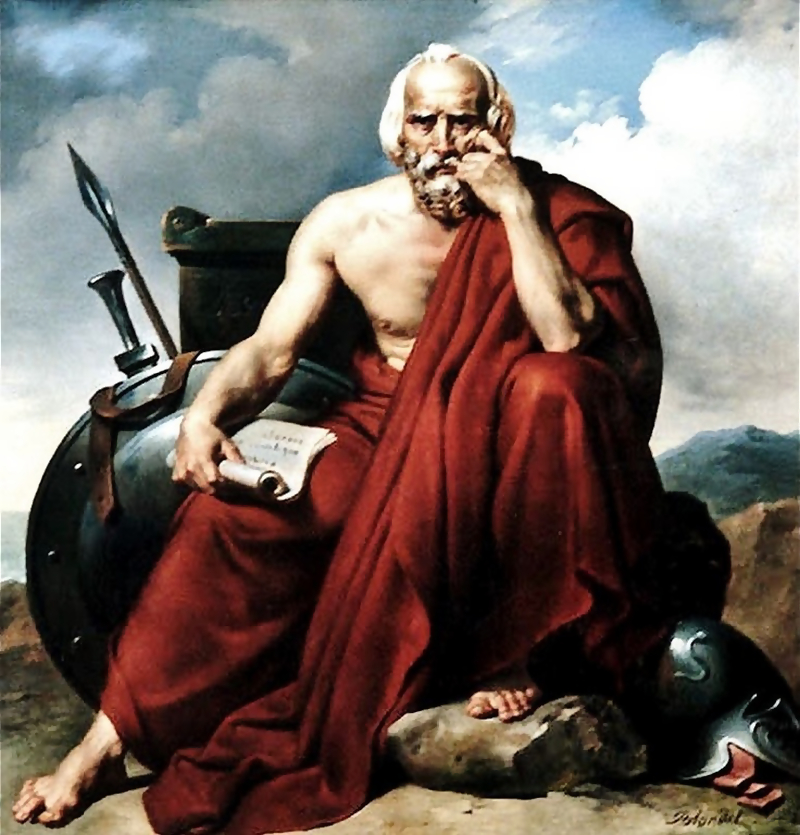
Licurgo

L’attività di codificazione del diritto greco sembra aver avuto una delle sue prime manifestazioni sull'isola di Creta, probabilmente favorita dai contatti con popolazioni asiatiche, ma non si può dire con certezza che sia iniziata esclusivamente lì. L’isola, sviluppò precocemente raccolte di leggi scritte, come dimostra il Codice di Gortina (V secolo a.C.), che è la più ampia iscrizione giuridica greca conservata. La pratica di mettere per iscritto le leggi si diffuse soprattutto nelle colonie della Magna Grecia abitate dai cittadini che erano sfuggiti dal potere degli aristocratici. Tra i legislatori più noti si ricordano Zaleuco di Locri, Caronda di Catania e Diocle di Siracusa. Questi nuovi codici venivano "monumentalizzati" e pubblicamente esposti per garantirne l'autorità e le sanzioni. Le autorità vigilavano sul rispetto del nómos e punivano chi proponeva leggi contrarie ad esso.
In Grecia, a Sparta, erano in vigore le leggi la cui tradizione vuole siano state redatte da Licurgo (la cui reale esistenza è comunque non certa) intorno al VIII secolo a.C. Ad Atene invece, Dracone dotò la città del primo corpo legislativo intorno al VII secolo a.C. Sebbene le sue leggi penali siano ricordate per la loro severità (tanto che l'aggettivo "Draconiano" è oggi utilizzato per descrivere qualcosa di rigido, severo o inflessibile), esse ebbero anche una profonda portata innovatrice, cercando di superare la pratica della vendetta privata, con lo Stato che assumeva il potere di irrogare le pene per l'omicidio, distinguendo per la prima volta le sanzioni in base alla volontarietà o meno dell'atto (in termini attuali, distinguendo tra dolo e colpa).

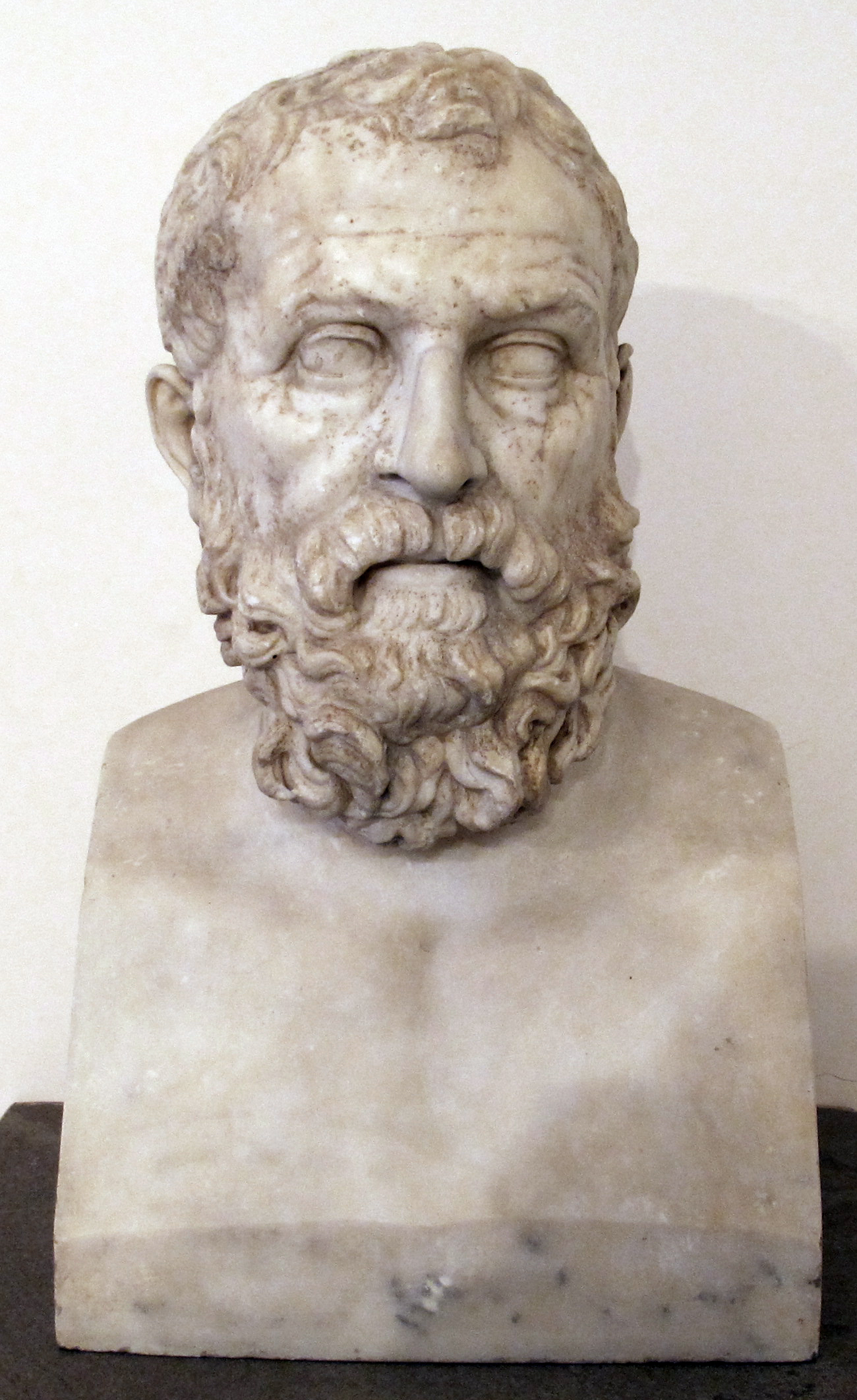
Solone

Le leggi di Dracone furono poi riviste alcuni decenni più tardi da Solone che intraprese una vera e propria riforma sociale, burocratica e politica di Atene. Oltre ad alleggerire alcune disposizione "draconiane", in particolare abolì la schiavitù per debiti e introdusse la un condono che liberava i cittadini dai debiti opprimenti, promulgò leggi su matrimonio, commercio e istituì il tribunale dell'Elia per l'amministrazione della giustizia. L'opera di Solone si concentrò sull'equilibrio e sull'integrazione delle diverse parti della cittadinanza, promuovendo la responsabilità comunitaria. Con la riforma democratica dell'aristocratico Clistene (565 a.C. – 492 a.C.) fu introdotto il concetto di "isonomia" ovvero l'eguaglianza di tutti i cittadini di fronte alla legge.
L'età d'oro di Atene (intorno al V secolo a.C. e circa coincidete con l'età di Pericle) vide un diritto più strutturato, con un sistema giudiziario più definito e la partecipazione diretta dei cittadini nei tribunali popolari. Negli stessi anni Sparta seguì invece un percorso differente, trasformandosi in una polis organizzata su un sistema oligarchico e conservatore e basata sulla proprietà terriera e sull'esercito. Con l'irrigidirsi delle istituzioni, lo sviluppo del diritto divenne meno vivace e meno formalizzato, restando basato su norme tradizionali sotto la custodia degli Efori.

### L'amministrazione della giustizia

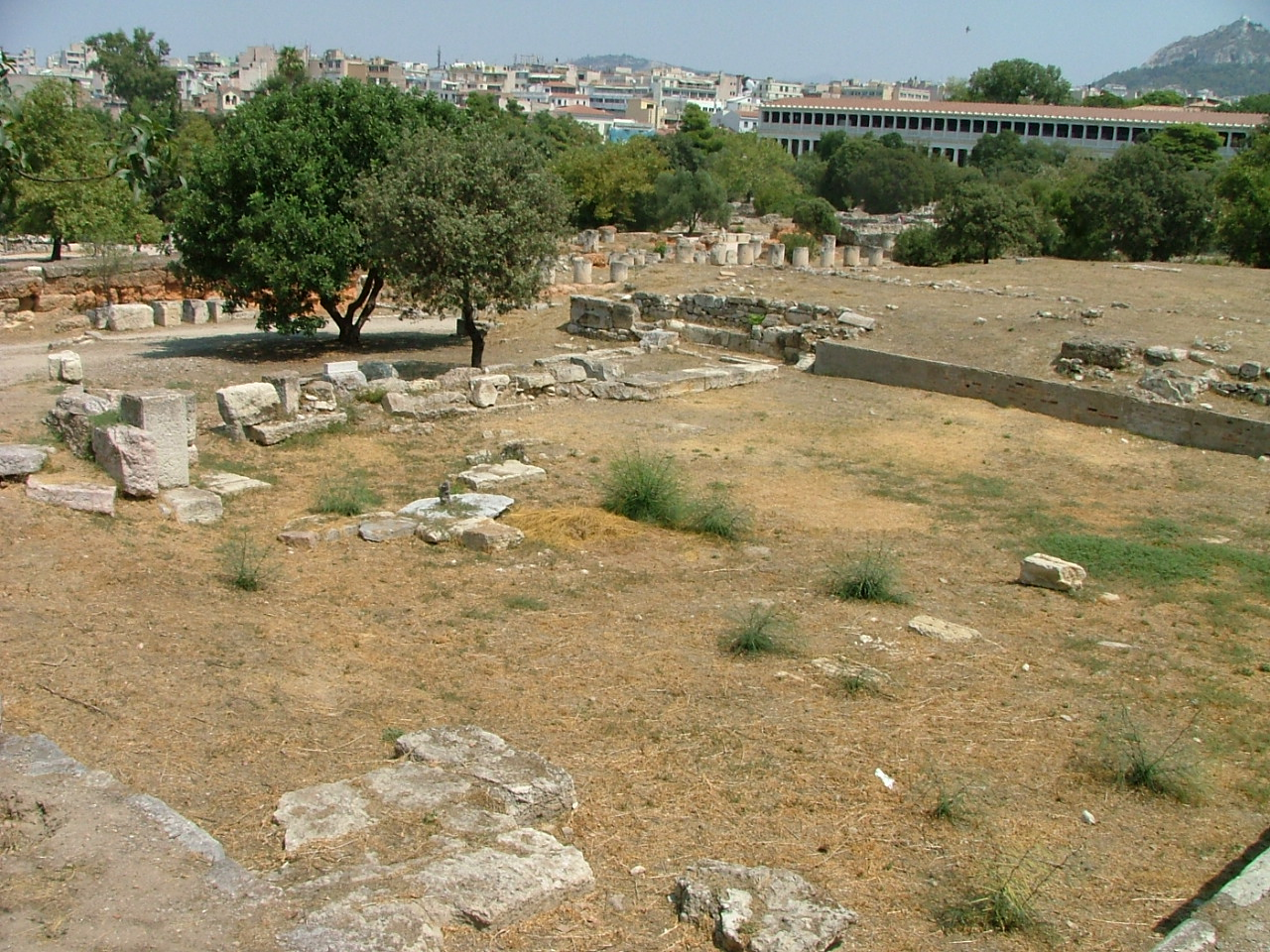
Resti del tribunale dell'Eliea presso l'agorà di Atene

Le fonti storiografiche a nostra disposizione consentono una ricostruzione più dettagliata del sistema giuridico ateniese rispetto a quella delle altre poleis. Il più importante tribunale popolare di Atene era l'Eliea (Ἡλιαία) ed era uno dei pilastri della democrazia ateniese. Era composto da 6000 giudici, detti eliasti o dicasti, selezionati per sorteggio tra i cittadini di età superiore ai 30 anni, in possesso dei diritti politici e senza debiti verso lo Stato. Anche se solo una parte di essi era chiamata a giudicare quotidianamente, tutti erano suddivisi in 10 sezioni e assegnati alle cause tramite un sorteggio giornaliero con il kleroterion, un dispositivo meccanico ideato per garantire l'imparzialità. L'Eliea assunse un ruolo ancora più importante con la riforma di Efialte (462 a.C.), che gli conferì molte delle competenze prima attribuite al tribunale dell'Areopago, trasferendole ai tribunali popolari. Nel V secolo a.C., sotto Pericle, venne introdotta una retribuzione per i giudici, inizialmente di due oboli, aumentati a tre sotto Cleone (425 a.C.), per garantire la partecipazione anche ai cittadini meno abbienti.

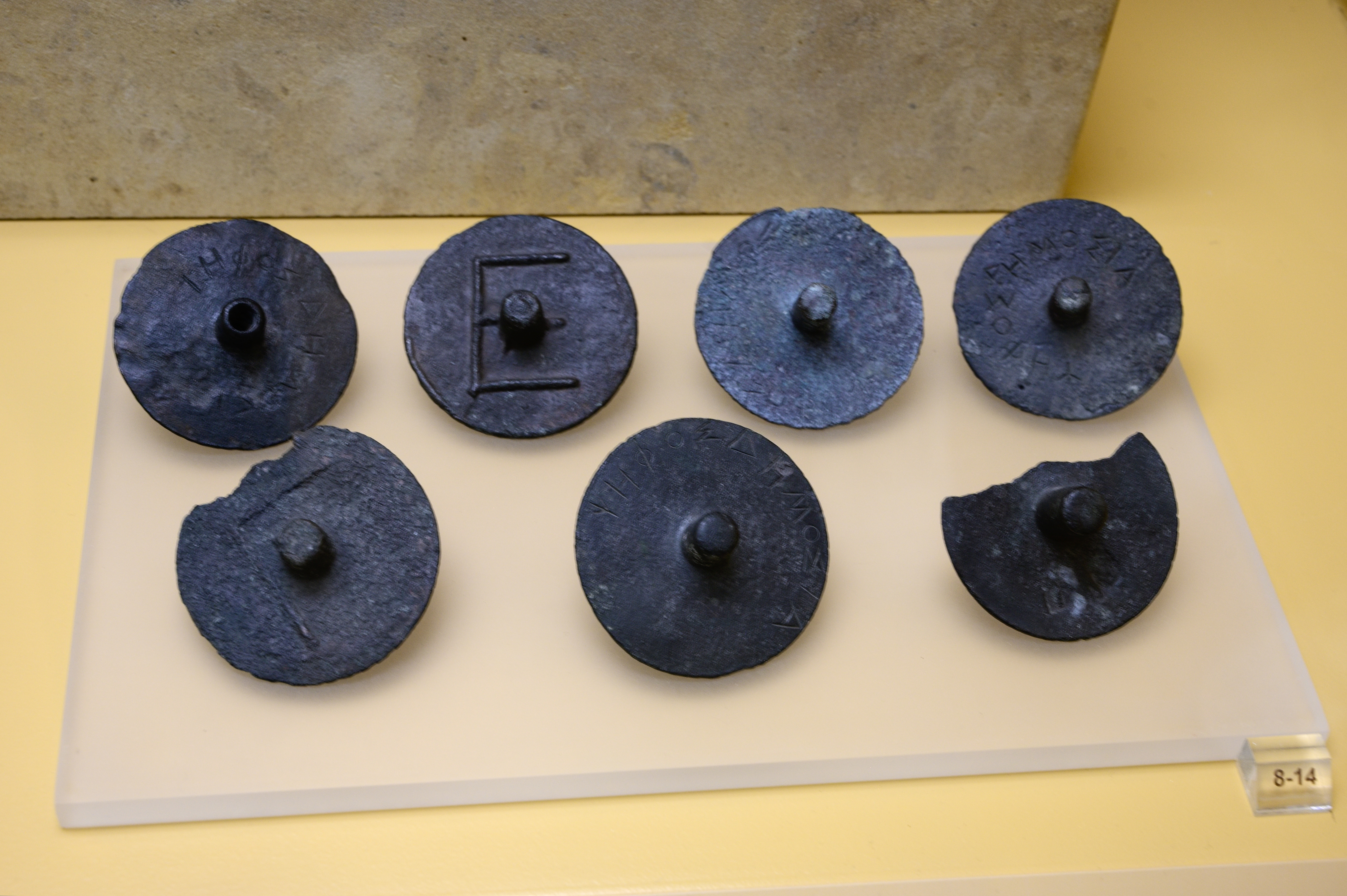
Dischetti di bronzo utilizzati per esprimere i voti: quelli con un perno solido servivano per assolvere, mentre quelli con un perno forato per condannare. 300 a.C. circa, museo dell'Agorà antica di Atene

Il tribunale giudicava cause pubbliche e private di ogni tipo. La procedura era accusatoria e non prevedeva magistrati con funzioni di pubblico ministero: ogni cittadino poteva intentare un'azione legale e doveva difendersi senza avvocati. I magistrati avevano il compito di istruire il processo, raccogliere le prove e introdurre la causa in giudizio, ma non potevano promuovere l'azione legale. Poiché il carico di lavoro per il tribunale era molto elevato, spesso si cercò di favorire il ricorso all'arbitrato, sia pubblico che privato. Nel IV secolo a.C., per ridurre la corruzione, vennero introdotte riforme nei meccanismi di sorteggio e nella gestione delle procedure. L'Eliea rimase un'istituzione fondamentale della democrazia ateniese fino alla sua progressiva decadenza con la perdita dell'autonomia della città.
Il processo si articolava in diverse fasi. Alla citazione orale dell'imputato da parte dell'attore seguiva la comparizione delle parti davanti ai magistrati. Una volta terminata la fase istruttoria, che consisteva nella raccolta delle prove, si apriva la fase del dibattimento davanti alle sezioni del tribunale eliastico. Durante il dibattimento, i contendenti esponevano le proprie ragioni su una tribuna, senza la possibilità di farsi rappresentare da avvocati. Tuttavia, amici e sostenitori potevano pronunciare brevi discorsi in loro favore. Il tempo a disposizione per parlare era regolato da una clessidra ad acqua. I processi pubblici potevano durare un'intera giornata, mentre nello stesso tempo si potevano trattare fino a quattro cause private. Il verdetto era emesso a maggioranza, con voto segreto, e non prevedeva discussione tra i giudici. La pena poteva essere stabilita dalla procedura o, in alternativa, determinata dal tribunale con una seconda votazione. La sentenza era in genere definitiva, salvo vizi di forma, errori procedurali o falsa testimonianza.

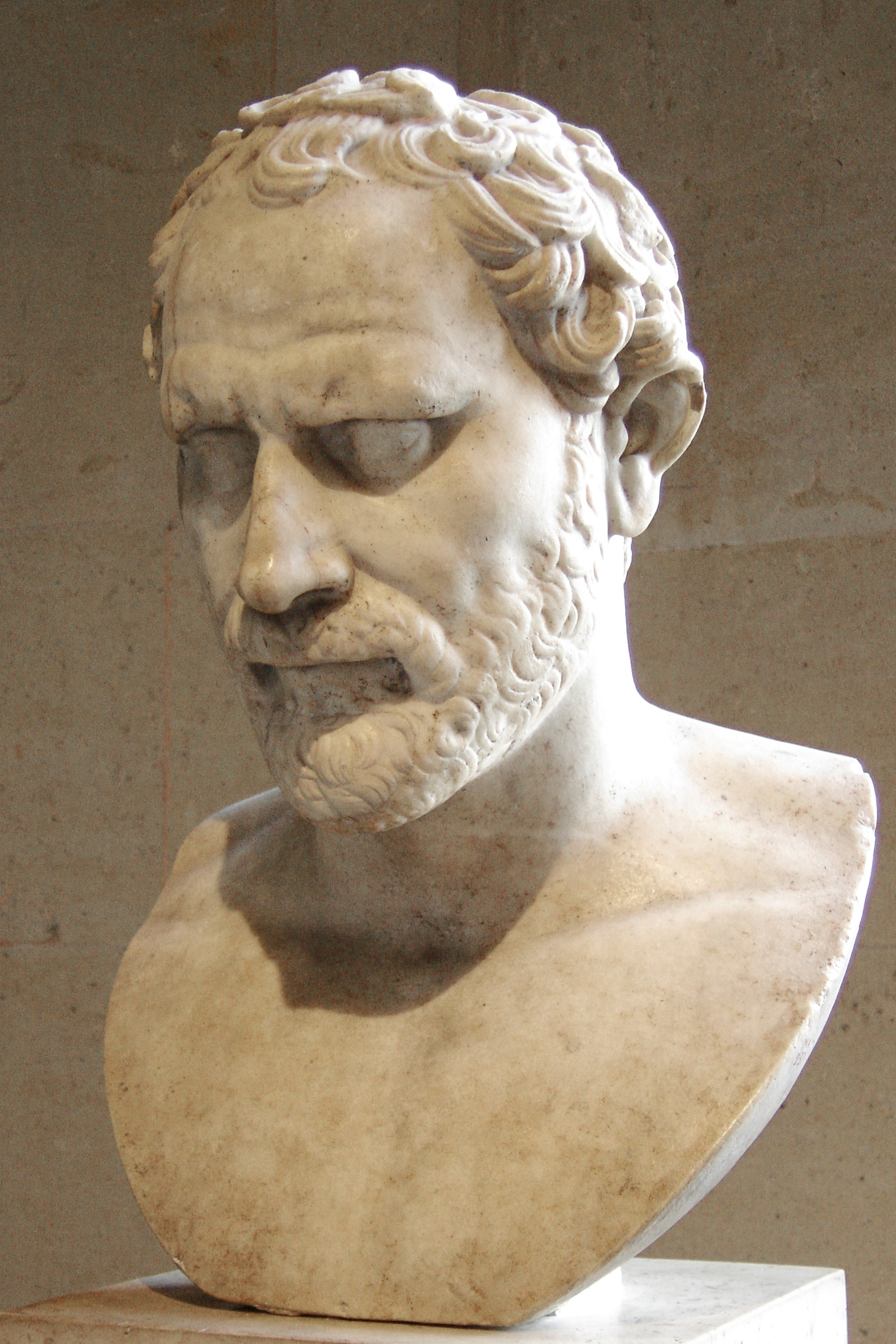
Busto di Demostene al Louvre

Come già accennato, alle parti non era consentito farsi assistere da un avvocato. Tuttavia, verso la fine del V secolo e l'inizio del IV, emersero difensori professionisti, noti come logografi, che si limitavano a preparare i discorsi per conto dell'attore e del convenuto, senza essere direttamente coinvolti nei processi. Tra i più celebri logografi si ricordano Lisia, Isocrate, Iperide, Antifonte e Demostene. Le loro orazioni si basavano più sull'arte della retorica che sul diritto e avevano come obiettivo principale quello di persuadere i giudici e screditare l'avversario, indipendentemente dalla verità dei fatti in causa. Gli argomenti erano spesso costruiti più sulla base della verosimiglianza retorica che su prove oggettive.
Assieme all'Eliea esistevano ulteriori tribunali specializzati per i processi di omicidio:
- Areopago: giudicava gli omicidi premeditati, i tentati omicidi, gli avvelenamenti e gli incendi dolosi con intento omicida. In caso di colpevolezza, la pena era la morte.
- Palladio: si occupava di omicidi colposi o involontari, omicidi di meteci, stranieri e schiavi. La pena era l’esilio.
- Delfinio: trattava i casi di omicidio legittimo (legittima difesa, uccisione dell'adultero colto in flagrante, difesa della proprietà).
- Freatto: giudicava chi, pur essendo in esilio per omicidio, fosse accusato nuovamente di un delitto analogo.
- Pritaneo: processava animali o oggetti ritenuti responsabili della morte di un uomo. Se riconosciuti "colpevoli", venivano espulsi dal suolo attico.

Al di fuori di Atene, le informazioni sull’amministrazione della giustizia nelle poleis greche sono limitate. Sappiamo che a Sparta il sistema era completamente diverso: la giustizia era gestita dai re, dai geronti e dagli efori, senza che vi fosse un tribunale popolare. Gli efori avevano ampi poteri: potevano avviare processi autonomamente, giudicare cause private e pubbliche, e il processo era rapido. Non vi era separazione tra istruttoria e dibattimento, e si poteva essere processati nuovamente anche dopo un’assoluzione (non esisteva, pertanto, quello che oggi è conosciuto come ne bis in idem). Le sentenze erano a maggioranza e non segrete, con condanne frequenti a morte, esilio o multe. Delle altre città greche sappiamo poco, ma nelle poleis democratiche erano diffusi tribunali ispirati al modello ateniese, con giudici sorteggiati e votazione segreta, come avveniva a Eritre, Chio e Argo.

### Età ellenistica

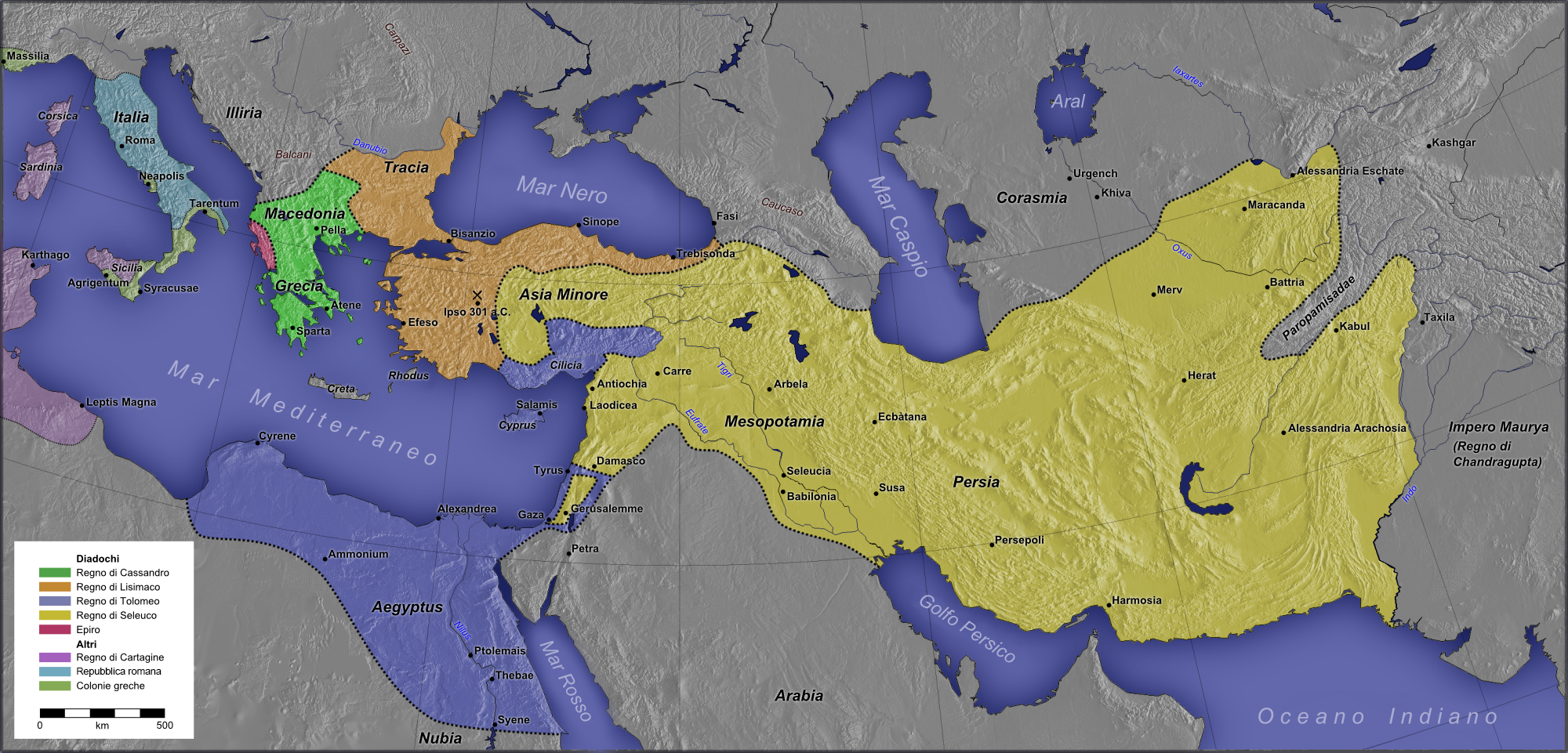
Spartizione dell'Impero di Alessandro Magno tra i Diadochi

Nel IV secolo a.C., Alessandro Magno, attraverso le sue conquiste, diffuse la cultura greca in vasti territori, dall'Asia Minore all'Egitto e fino all'India, creando un impero che favorì l'incontro tra le civiltà greche e orientali. Questo processo, noto come ellenismo, portò alla fusione di tradizioni culturali e alla diffusione della lingua e della filosofia greca, influenzando profondamente molti campi del sapere e della società e creando un'eredità duratura.
Nel campo giuridico, l’ellenismo superò il sistema frammentato delle poleis greche, dando vita a un ordinamento più uniforme, valido per tutti i sudditi greci dell’impero e dei regni ellenistici sorti dopo la prematura morte di Alessandro, pur con differenze regionali. In Egitto e Siria, ad esempio, si sviluppò una monarchia personalistica, mentre in Macedonia il re rappresentava il popolo e non il territorio. Sebbene il re fosse al contempo legislatore e giudice, le norme venivano emesse sotto forma di decreti e ordinanze più che come leggi generali. L'attività legislativa si concentrava soprattutto su economia e amministrazione, mentre il diritto privato restava influenzato dalle consuetudini greche e locali.

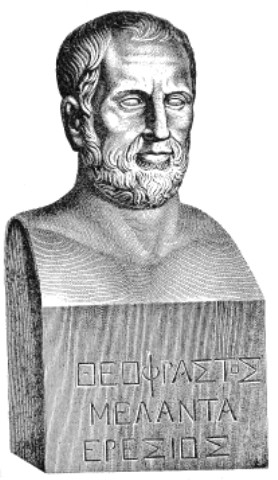
Teofrasto

L'Egitto tolemaico è il contesto ellenistico meglio documentato sul piano giuridico. Il sistema, organizzato da Tolomeo II Filadelfo intorno al 275 a.C., attribuiva al re la funzione giurisdizionale, esercitata direttamente o tramite giudici da lui nominati, i "crematisti". Inizialmente itineranti, questi giudici divennero stabili nei distretti in cui era suddiviso il territorio. Vi coesistevano due sistemi di diritto privato: uno per i greci, amministrato dai dicasteri, e uno per gli indigeni, gestito da tribunali popolari. Esisteva anche un tribunale misto, di cui però si conosce poco. Tutti i tribunali erano sottoposti al controllo del re, con regole procedurali e possibilità di appello. Sono attestati anche collegi arbitrali.
Lo sviluppo del pensiero giuridico in età ellenistica subì un’evoluzione: perse la propria connotazione creativa, prevalendo approcci critici, eruditi, grammaticali e classificatori. Gli aristotelici della scuola peripatetica, ad esempio, raccolsero ben 158 costituzioni. Teofrasto, tra i maggiori esponenti della scuola, scrisse un'opera sulle leggi, oggi perduta, considerata un importante sviluppo del pensiero aristotelico. Più dinamico fu invece il pensiero filosofico in tema di giustizia e legge. Dicearco — anch'egli peripatetico — fu il primo a teorizzare uno stato misto, in cui l’equilibrio tra i poteri era garantito da un’articolazione politica diversificata tra gli organi dello Stato, concetto poi sviluppato da Polibio nel II secolo. Nel pensiero stoico, corrente affermatasi in quegli anni, la legge era considerata una guida etica e naturale, e il giusto veniva ritenuto intrinseco alla natura. I saggi, secondo questa visione, erano coloro che dovevano formulare le leggi. Crisippo di Soli definì la legge come "regina delle azioni", e gli stoici in generale promossero un ideale di giustizia universale, conforme a una legge naturale razionale. Gli Epicurei concepivano la giustizia come uno strumento essenziale per garantire la tranquillità e il benessere dell'individuo. Al contrario, gli Scettici negavano l’esistenza di verità universali e sostenevano che le leggi fossero relative e utilitaristiche, osservate soltanto per timore delle sanzioni.

## Diritto romano

### Tratti distintivi

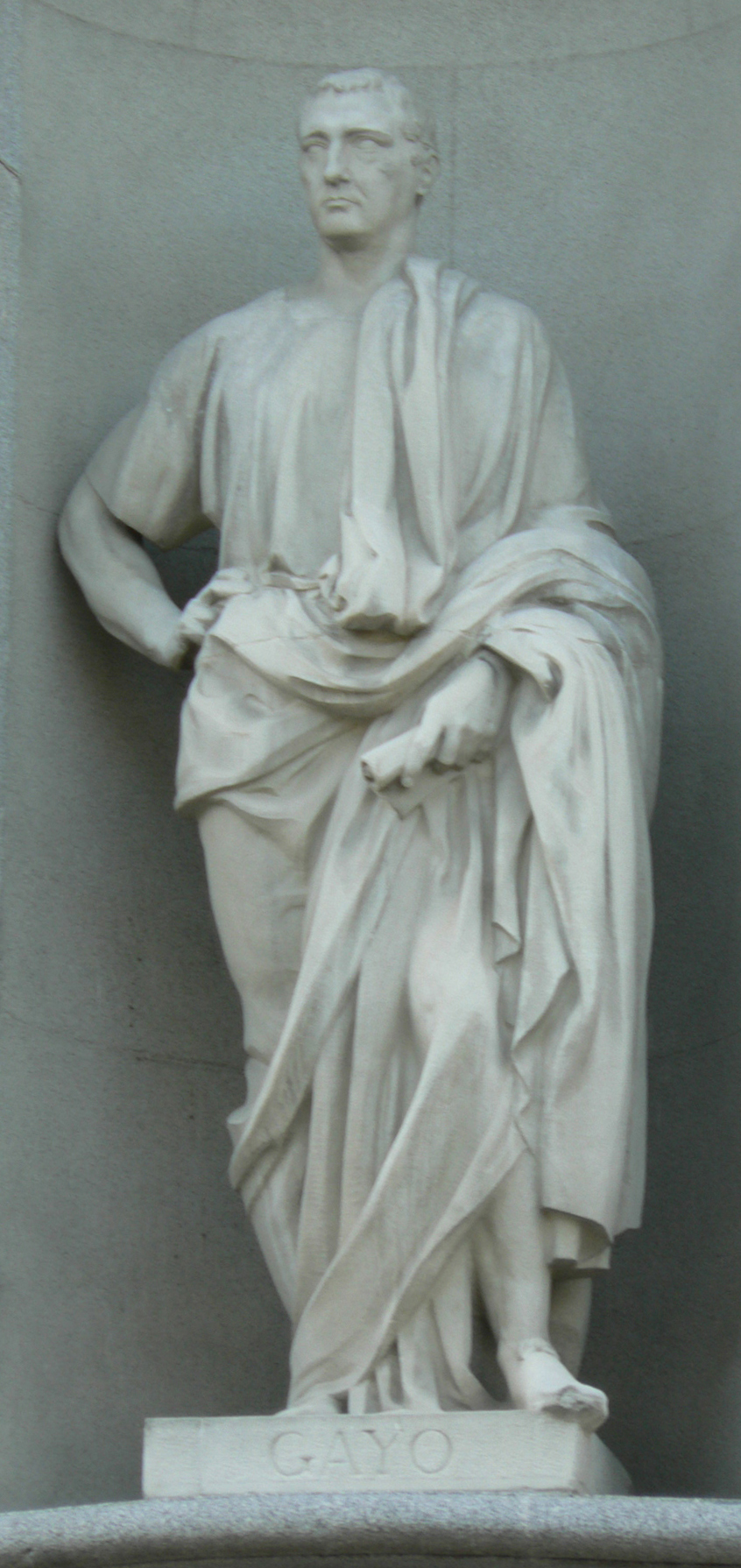
Statua di Gaio nel Tribunal Supremo di Madrid

Il diritto romano è l'insieme delle norme che costituirono l'ordinamento giuridico romano per circa tredici secoli, dalla fondazione di Roma (convenzionalmente il 753 a.C.) fino alla fine dell'Impero di Giustiniano (565 d.C.). Durante la sua lunga storia, Roma passò da essere una semplice comunità di allevatori e pastori alla capitale di un vastissimo Impero con intensi traffici commerciali. Questo sviluppo sociale ed economico creò inevitabilmente la necessità di disporre di un diritto sempre più complesso e di conseguenza nacque l'esigenza di possedere esperti in grado di interpretare, applicare e sviluppare le leggi. In questo modo si andò a consolidarsi la professione di giurista come una figura altamente specializzata e riconosciuta. I giuristi romani (Iuris Prudentes o prudentes) con i loro commentarii (commenti alle leggi ed editti), responsa (pareri su questioni legali), digesta (opere sistematiche sul diritto vigente), institutiones (manuali per l'insegnamento), plasmarono e svilupparono il diritto facendone, per la prima volta nella storia, una disciplina giuridica dotata di metodo e sistematicità. La formulazione di azioni processuali, la costruzione di schemi negoziali, l’elaborazione di soluzioni per un caso pratico, erano tutte attività tipiche dei giuristi romani e queste spesso venivano «immerse in un circuito di opinioni e valutazioni tecniche» che ne permettevano l'evoluzione.
Su queste basi, il diritto romano è stato definito come «un diritto instabile e iperstabile» allo stesso tempo: «instabile perché non sempre era certo che un principio espresso da un giurista si applicasse in casi analoghi, ma iperstabile perché, nonostante le iniziali discussioni, una volta consolidato, un orientamento giuridico poteva diventare uniforme e pacifico». Più interessati all'aspetto pratico del diritto rispetto a quello filosofico, i giuristi godettero di altissima considerazione sociale; lo stesso Ulpiano, giurista del II secolo e III secolo, scrive che la giurisprudenza è la «conoscenza delle cose umane e divine, scienza del giusto e dell'ingiusto».
La fonte attraverso la quale conosciamo meglio il diritto romano classico sono le Istituzioni di Gaio, un giurista vissuto all'incirca dagli inizi del II secolo. Tale opera, un manuale di diritto in quattro libri dalla chiara e ordinata esposizione, è l'unico testo originale sopravvissuto sostanzialmente per intero ad eccezione di alcuni frammenti. Dopo essere stato dimenticato per secoli, il testo venne fortunosamente ritrovato nel 1816 in un palinsesto custodito presso la biblioteca Capitolare di Verona dal filologo Barthold Georg Niebuhr. L'altra grande fonte è la monumentale opera di raccolta del diritto romano voluta dall'imperatore bizantino Giustiniano I e condotta da Triboniano nel VI secolo che ha dato vita a quello che è conosciuto come Corpus iuris civilis. Sebbene in essa siano presenti numerosi estratti di giuristi di età classica, a differenza dell'opera di Gaio giunta originale, durante la redazione del Corpus iuris civilis alcuni dei testi furono rielaborati o aggiornati per adattarli alle esigenze contemporanee di Giustiniano e del suo impero. Inoltre, alcuni di questi testi furono modificati o arricchiti con aggiunte e interpolazioni che non appartenevano all'originale diritto romano.

### Evoluzione storica e fonti normative

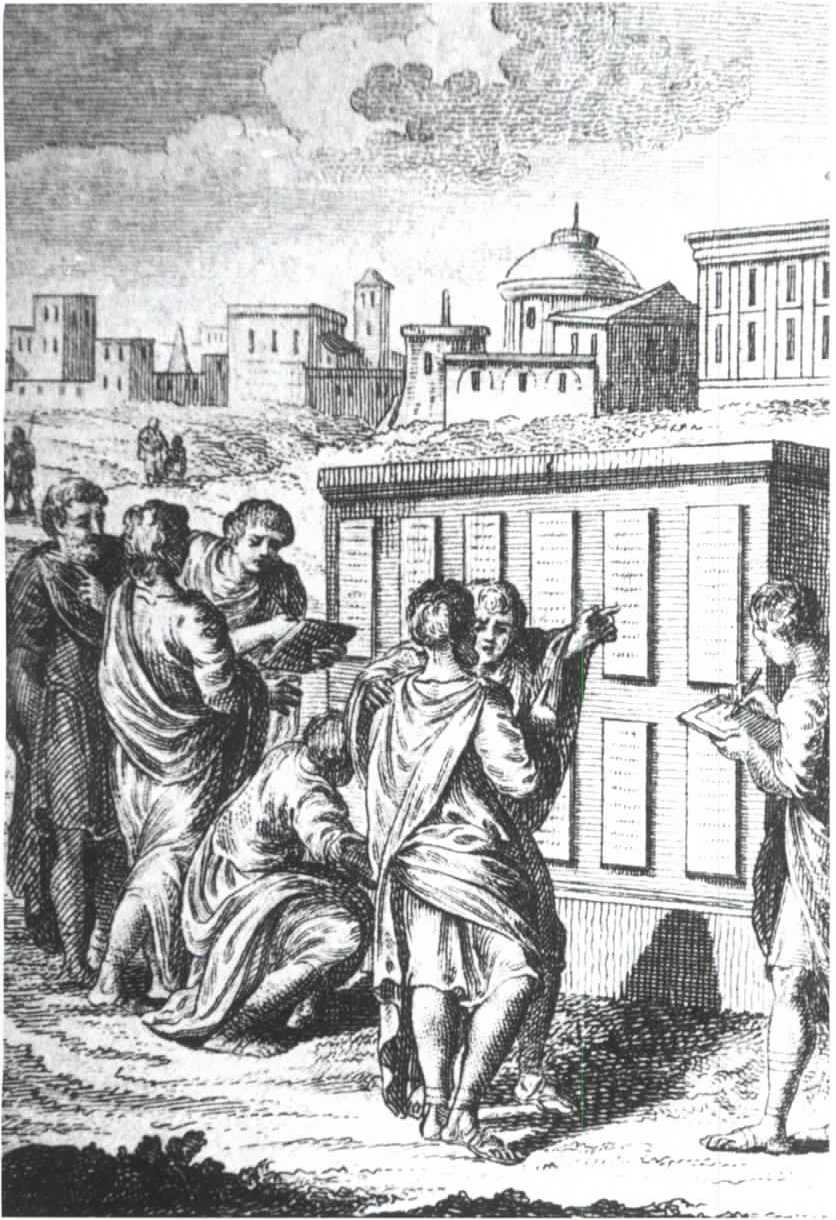
La pubblicazione delle XII tavole in un'incisione ottocentesca

Roma nacque nell'VIII secolo a.C. dall'unione di comunità dedite alla pastorizia e all'agricoltura. In questa fase arcaica (corrispondente a circa l'età regia di Roma), la città era governata da un rex, affiancato da un consiglio di anziani che divenne poi il Senato. La comunità seguiva una serie di norme non scritte basate su precetti religiosi, che sono oggi considerate l'origine dello ius, il diritto romano primitivo. La supervisione su questi precetti spettava ai pontefici, che garantivano la pax deorum (pace con gli dèi) e fungevano da interpreti della volontà divina. Con l'evolversi della società, i pontefici iniziarono a elaborare formule e riti che i cittadini dovevano rispettare per ottenere determinati risultati. In quanto custodi della memoria collettiva, fornivano responsa per chiarire se determinate azioni fossero conformi al mos (tradizione). Da queste risposte nacquero i mores, le antiche consuetudini che costituirono la base dell'ordinamento regale.
Durante la Repubblica (tra il 509 a.C. e il 27 a.C.), sotto la pressione della plebe che voleva superare l'oralità delle norme, furono redatte, intorno al 451-450 a.C., le leggi delle XII tavole, prime norme scritte di carattere casistico. Con esse veniva limitato il potere dei pontefici nell'interpretazione dello ius, e, sebbene all'inizio la loro interpretazione fosse prerogativa degli stessi pontefici, presto a loro si affiancarono giuristi laici, dando vita a una nuova disciplina. Le leggi venivano approvate dalle assemblee popolari (comitia) e, se proposte dai magistrati, erano dette leges rogatae. Nel 367 a.C. fu istituita la figura del pretore, inizialmente riservata ai patrizi, ma poi accessibile anche ai plebei. Questa carica annuale esercitava una giurisdizione simile a quella del re e successivamente dei consoli. Nel 242 a.C. fu creato il praetor peregrinus per amministrare la giustizia verso gli stranieri e tra romani e stranieri. All'inizio della sua carica annuale, il pretore pubblicava l'editto pretorio, un elenco di azioni e situazioni meritevoli di tutela, dando vita allo ius honorarium, un diritto che integrava e correggeva il ius civile a favore dell'interesse pubblico.
Il sistema giuridico romano si sviluppò quindi su due livelli: lo ius civile, basato su mores, le XII Tavole, i responsa dei giuristi, l'interpretazione pontificale, le leges e i plebisciti; e lo ius honorarium, di carattere processuale, che offriva rimedi anche agli stranieri. Il successo dello ius honorarium - dovuto soprattutto alla possibilità di giudicare in base alla buona fede, all'equità e alla capacità di adattarsi a nuove situazioni create dallo sviluppo della società - portò presto ad essere utilizzato anche dai cittadini romani per regolare i rapporti tra di loro e non solo con gli stranieri.

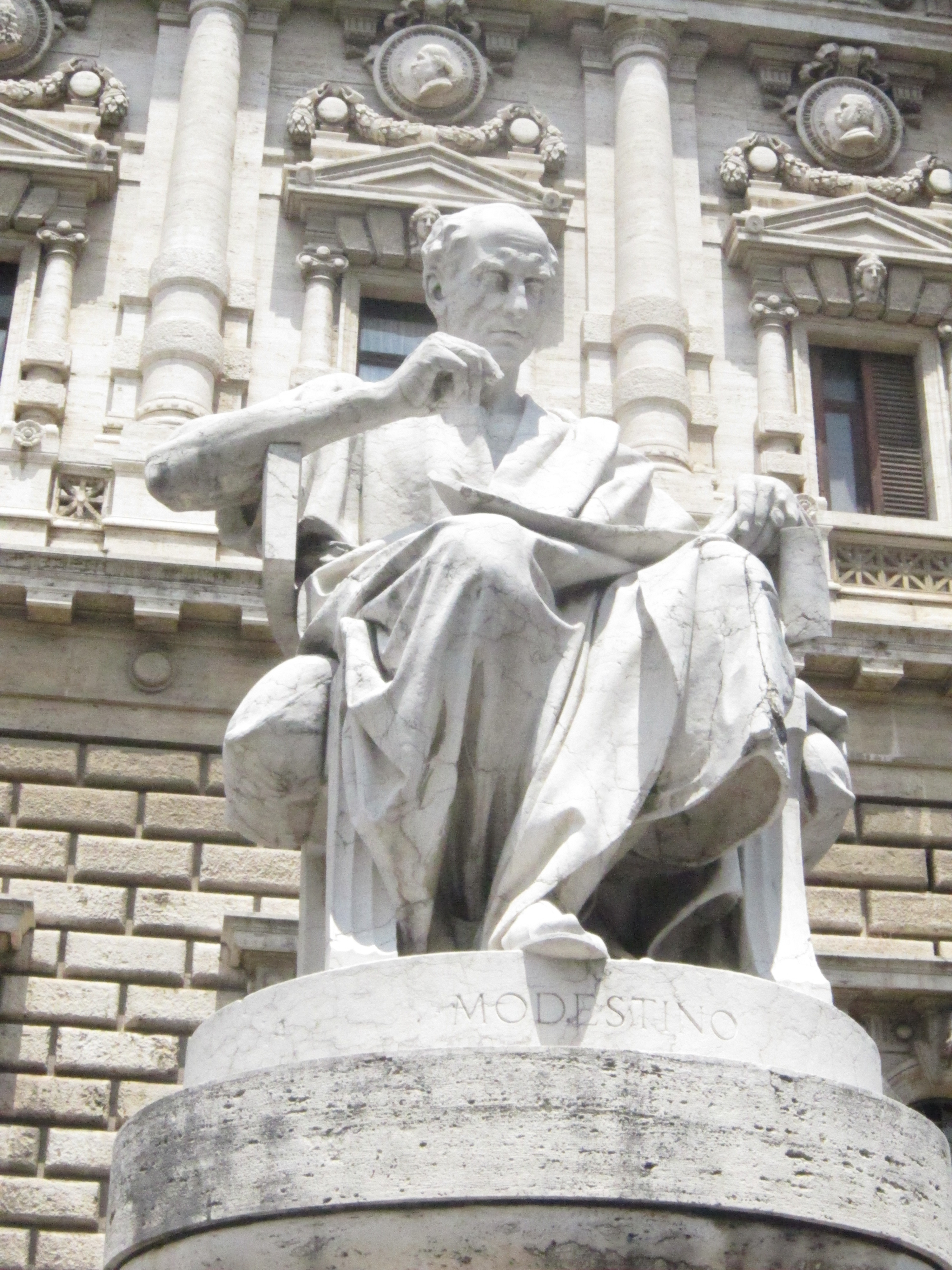
Statua di Erennio Modestino, Palazzo di Giustizia a Roma

Con l'avvento dell'Impero nel 27 a.C., Ottaviano (Augusto) assunse il controllo della produzione normativa. L'editto perpetuo pretorio fu cristallizzato intorno al 100 d.C. per opera di Salvio Giuliano e le leggi divennero di esclusiva emanazione imperiale, con il Senato subordinato al principe. Questo segnò l'inizio del monopolio legislativo dell'imperatore, che progressivamente modificò il sistema giuridico romano. In ogni caso, agli inizi del II secolo, le fonti dell'ordinamento romano erano ancora assai variegate, come evidenziato dal giurista Gaio nelle sue Istituzioni: leggi, senatoconsulti, costituzioni imperiali, editti magistratuali, responsa dei giuristi.
La cristallizzazione dell'editto pretorio stimolò la scienza giuridica romana, avviando uno studio puntuale e sistematico del diritto. Nei primi secoli del I millennio si sviluppò quella che è conosciuta come l'età classica del diritto romano, probabilmente il punto più alto del pensiero giuridico antico. Tra il I e il II secolo operò il giurista Sesto Pedio, particolarmente interessato al diritto contrattuale, insieme al già citato Gaio. Successivamente, tra il 193 e il 235, durante la dinastia dei Severi, fiorì «l'ultima grande stagione del pensiero giuridico romano». In questo periodo, le più alte cariche della burocrazia imperiale furono occupate da eminenti giuristi, autori di opere di grande rilievo. Tra questi spiccano: Giulio Paolo, Erennio Modestino, Papiniano, Domizio Ulpiano, Elio Marciano e Callistrato.
Intorno alla metà del III secolo, la fiorente stagione del diritto romano sembra giungere al termine. L'attività giurisprudenziale non scomparve del tutto, ma si trasformò in un «patrimonio cristallizzato di saperi e discipline», caratterizzato da pochi contributi originali e prevalentemente da rielaborazioni del sapere antico. La crisi indebolì l'Impero e ostacolò lo sviluppo degli studi giuridici. Nel contempo, gli imperatori iniziarono ad accentrare su di sé l'attività legislativa, rendendo le costituzioni imperiali la quasi esclusiva fonte del diritto.
Per gestire la grande quantità di editti imperiali e la crescente complessità dell'Impero, sorsero i primi "codici". Lontani dall'accezione moderna di "codice", si trattava di raccolte di leggi precedenti, riadattate con interpolazioni, armonizzazioni e poche aggiunte originali. I primi esempi furono il Codice Gregoriano (292 d.C.) e il Codice Ermogeniano (295 d.C.), entrambi compilati da privati. Oltre un secolo dopo, nel 438, l'imperatore Teodosio II promulgò il Codice Teodosiano, la prima raccolta ufficiale di leggi dell'Impero a partire da Costantino I, frutto di quasi un decennio di lavori. Con la caduta dell'Impero romano d'Occidente, il diritto romano in questa parte dell'Europa iniziò a decadere, mescolandosi con le leggi dei popoli barbari. Tuttavia, esso continuò a sopravvivere in Oriente, dove divenne la base giuridica di quello che sarà conosciuto come Impero Bizantino.

### Fondamenti e principi
Nei confronti delle persone, l'ordinamento romano era fortemente gerarchico e limitato nella concessione dei diritti individuali. Il pater familias era l'unico che possedeva le caratteristiche per godere di una piena capacità giuridica, ovvero essere libero, cittadino romano e sui iuris (di proprio diritto). Per quanto riguarda la condizione di libertà, la schiavitù nell'antica Roma fu un fenomeno particolarmente rilevante. Erano schiavi i prigionieri di guerra non romani e i nati da madre schiava. Inoltre, si poteva perdere la libertà per alcune fattispecie, come per debiti (nexum) o a seguito di gravi condanne. Gli schiavi erano totalmente assoggettati al padrone, che poteva anche condurli alla morte, sebbene, con la diffusione del cristianesimo, i trattamenti più disumani vennero limitati. Gli schiavi potevano essere liberati attraverso la manomissione. La cittadinanza romana si otteneva per nascita, per particolari meriti, per manomissione o per legge. Diverse leggi estendevano la cittadinanza, come la Lex Iulia de civitate del 90 a.C.; con la Constitutio Antoniniana del 212, la cittadinanza venne estesa a tutti gli abitanti dell'impero. Per gravi fatti, era anche possibile perdere la cittadinanza. Si era sui iuris (di proprio diritto) quando non si era soggetti all'autorità di un altro individuo (alieni iuris). Erano invece alieni iuris i figli e nipoti sottoposti all'autorità del pater familias, le donne sposate cum manu, i minori e gli incapaci sotto tutela o curatela.

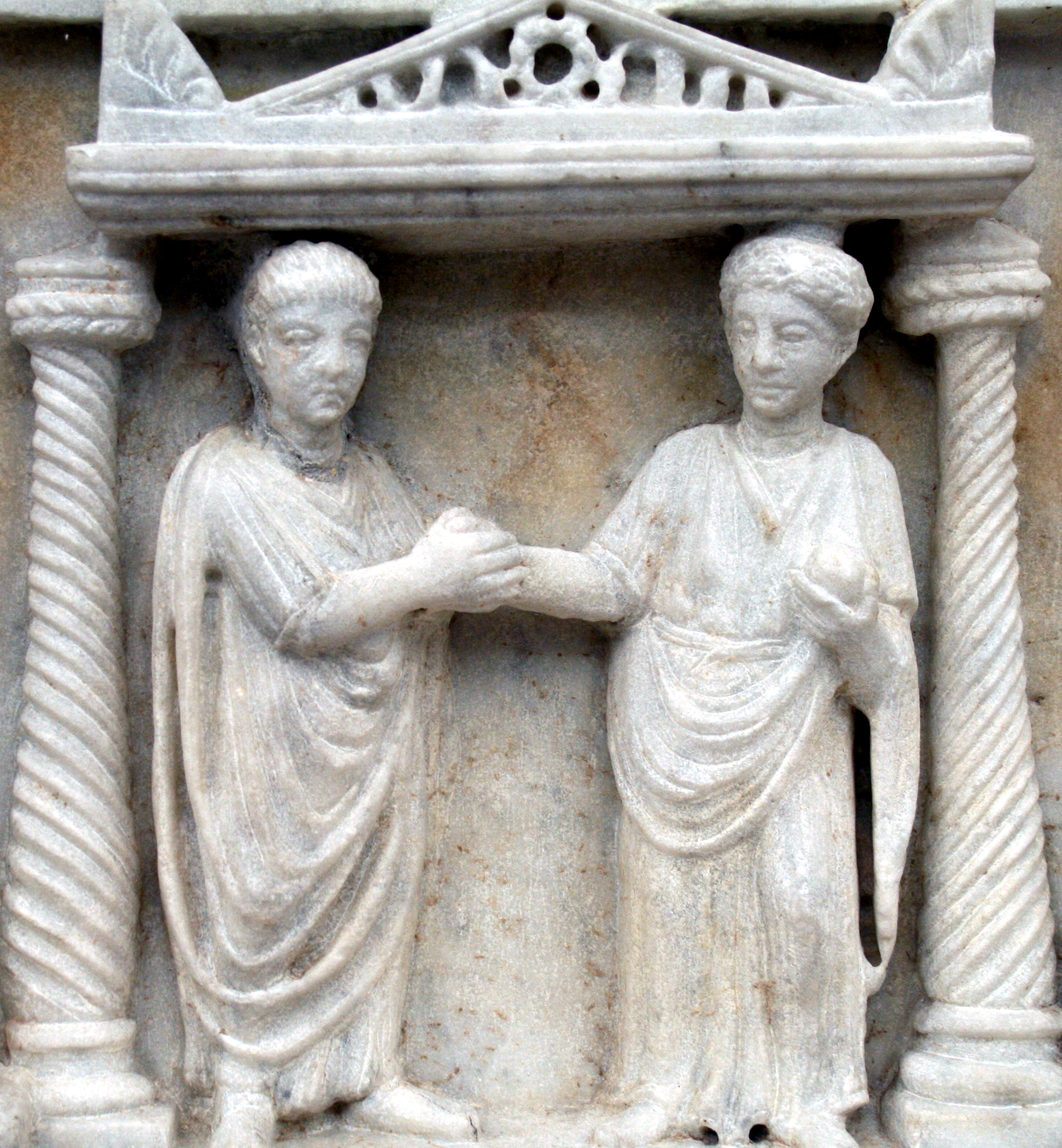
Il marito raccoglie nelle sue mani la mano della moglie (dextrarum iunctio). Museo delle Terme di Diocleziano, Roma.

La familia proprio iure era formata dagli individui soggetti alla potestà del pater familias (capostipite), sia per discendenza naturale che per generazione. Ne facevano parte la moglie (uxor in manu) del pater familias, i figli non emancipati e le loro mogli in manu, le figlie non sottoposte a manus altrui, i discendenti per linea maschile e le loro mogli. In età arcaica, il pater familias godeva di poteri pressoché assoluti sui membri della sua familia, che poi vennero limitati in epoche successive. La potestà paterna sui figli si acquisiva a seguito di un matrimonium legittimo tra puberi, sani di mente e cittadini romani o dotati di ius conubii (diritto di contrarre matrimonio). Il matrimonio giusto poteva essere sciolto a seguito di divorzio, giusta causa o morte del coniuge. La morte segnava la fine della capacità giuridica di una persona e l'apertura della successione, che poteva essere accertata per segni fisici o presunta in caso di scomparsa prolungata. Il diritto successorio disciplinava il trasferimento del patrimonio del defunto ai suoi eredi. Sebbene la materia fosse stata oggetto di trasformazioni nel corso della storia, la successione poteva avvenire per legge (ab intestato), secondo un ordine stabilito che privilegiava i discendenti (sui heredes), oppure per testamento, dove il testator designava liberamente gli eredi. Se mancavano eredi legittimi o testamentari, interveniva la successione dello Stato.
Il concetto di proprietà nel diritto romano fu estremamente sviluppato e influenzò profondamente il diritto moderno. Inizialmente, le cose erano distinte in res mancipi e res nec mancipi. Le prime erano quelle di maggior valore, come terreni in Italia, servitù rustiche, schiavi e animali da tiro e da soma; le seconde erano beni di importanza meramente individuale. Il trasferimento delle res mancipi avveniva in forma solenne con la mancipatio o la in iure cessio, mentre le res nec mancipi erano facilmente alienabili con il semplice negozio giuridico non formale della traditio. Con l'Età imperiale, tale distinzione divenne sempre più obsoleta.
La proprietà (dominium o proprietas) era il diritto reale per eccellenza, che conferiva al proprietario il potere di godere e disporre pienamente di una cosa, entro i limiti imposti dall’ordinamento giuridico. Esistevano diverse forme di proprietà. La proprietà quiritaria (Dominium ex iure Quiritium) era riservata ai soli cittadini romani e poteva avere per oggetto solo res mancipi; la proprietà bonitaria derivava da un trasferimento irregolare di res mancipi senza rispettare le forme richieste, ma il proprietario godeva di una tutela pretoria contro il vero proprietario quiritaro e, grazie all'usucapio, ne diveniva proprietario quiritaro dopo uno o due anni; la proprietà pubblica provinciale (Ager publicus) non apparteneva ai privati, ma questi potevano disporne mediante un diritto di godimento, soggetto al pagamento di un canone; infine, la proprietà peregrina riguardava i possedimenti degli stranieri e veniva regolata dallo ius gentium.
Secondo le Res cottidianae, opera giuridica attribuita a Gaio, le fonti delle obbligazioni sono tre: contractus, delitto e altre figure. Secondo le fonti giuridiche classiche, le obbligazioni contrattuali rappresentavano la tipologia prevalente e comprendevano quelle «costituite lecitamente, nei modi previsti dall'ordinamento giuridico civilistico e pretorio». Le più antiche furono quelle stipulate oralmente attraverso la pronuncia di frasi solenni al cospetto di testimoni. Successivamente, con l'intensificarsi delle attività economiche e grazie all'intervento del diritto pretorio, si vennero a creare nuove forme più sofisticate, come le obbligazioni contratte mediante la consegna della cosa (pactum fiduciae, mutuum, depositum, commodatum), mediante consenso (emptio venditio, locatio conductio, societas, mandatum) e da patto. Le obbligazioni potevano sorgere anche in forma non negoziata da un fatto illecito, come nel caso di furtum, bona vi rapta, iniuria e damnum iniuria datum.
Il sistema processuale più antico utilizzato dai romani era quello delle legis actiones. Nacquero probabilmente già in epoca regia e erano caratterizzate da un formalismo esasperato, tanto che spesso l'esito del procedimento era subordinato alla rigida osservanza delle formule verbali e gestuali prescritte dal rituale. Dopo che l'attore aveva intimato al convenuto (in ius vocatio) di presentarsi davanti a un magistrato, si teneva la fase in iure, un dibattimento formale, dove si stabilivano i termini giuridici della lite. Solo in seguito i due litiganti si trovavano davanti al giudice, cittadino privato, designato dal magistrato, che decideva riguardo alla lite. Poiché le legis actiones erano esprimibili solo da cittadini romani, nel III secolo a.C. venne introdotto il processo formulare per offrire tutela anche agli stranieri e per tutelare nuove situazioni giuridiche nate con l'espansione dei territori romani, come stabilito nell'editto pretorio. L'agere per formulas era meno formale e talvolta al giudicante era concesso di decidere in base alla buona fede e all'equità. Così, a quanto racconta Gaio, «le legis actiones divennero in odio agli stessi romani», tanto che con la lex Aebutia de formulis (120 a.C. circa) si aprì il processo formulare anche per i romani. La Lex Iulia iudiciorum privatorum del 17 a.C. obliterò definitivamente le legis actiones. In epoca imperiale, il processo formulare fu a sua volta progressivamente sostituito dalle cognitio extra ordinem, che divennero dal 342 d.C. le uniche procedure utilizzabili.

### Influenza

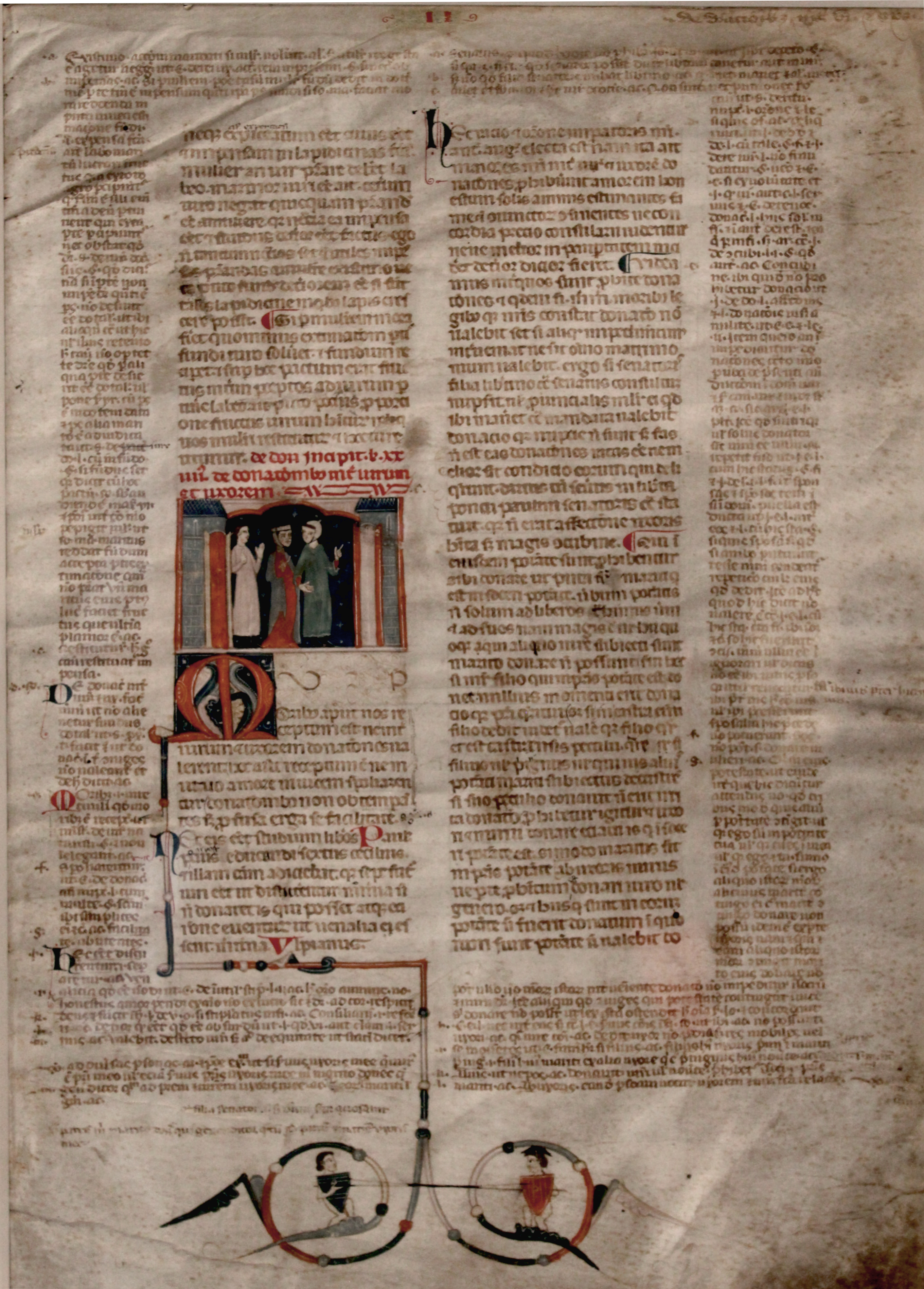
Incipit del XXIV libro del Digesto del Corpus iuris civilis. Manoscritto miniato del tardo XIII secolo e conservato in Casa Museo di Palazzo Maffei, Verona.

Caduto l'Impero romano d'Occidente verso la fine del V secolo, il diritto romano continuò a sopravvivere ad Oriente nell'ambito di quello che è generalmente conosciuto come Impero bizantino. Nel 529, l'imperatore Giustiniano, nel suo progetto di Restauratio Imperii, commissionò a Triboniano, all'epoca uno dei giuristi più importanti dell'Impero, di riorganizzare e rielaborare il diritto vigente. L'opera, successivamente conosciuta come Corpus iuris civilis, fu completata in un tempo relativamente breve, circa cinque anni, ed è composta da quattro testi: le Istitutiones, opera didattica in quattro libri destinata a coloro che studiavano il diritto sul modello delle Istituzioni di Gaio; il Digesto (o Pandectae), un'antologia in cinquanta libri di frammenti estrapolati (non senza modifiche) dalle opere dei più eminenti giuristi della storia di Roma; il Codex, una raccolta di costituzioni imperiali da Adriano a Giustiniano stesso; infine, le Novellae Constitutiones, una raccolta delle costituzioni emanate da Giustiniano dopo la pubblicazione del Codex, fino alla sua morte.
Il Corpus rimase per secoli l'architrave (almeno teorico) del diritto dell'Impero romano d'Oriente, come dimostrato indirettamente dall'ampia diffusione dell'Ecloga, una versione riassunta predisposta dall'imperatore Leone III Isaurico tra il 726 e il 741 per la conoscenza e l'applicazione pratica da parte dei funzionari imperiali. In Occidente, invece, dopo un lungo periodo di marginalizzazione del diritto romano a vantaggio dei diritti germanici importati a seguito delle invasioni barbariche, prima dalla discesa longobarda e poi dalla conquista franca, intorno all'XI secolo la ripresa economica e sociale in Europa portò alla "riscoperta" del Corpus e, di conseguenza, del diritto romano. Con la scuola bolognese dei glossatori, iniziata da Irnerio, le tesi e opinioni degli antichi giuristi romani tornarono ad essere studiate e commentate. I concetti di diritto romano vennero così integrati nei sistemi giuridici locali, contribuendo a formare una base giuridica comune in Europa, nota come ius commune, che, insieme al diritto canonico, costituirà la base del diritto medievale e del diritto dell'età moderna. Solo con l'avvento delle moderne codificazioni, iniziate nel primo XIX secolo con il codice napoleonico, il diritto romano perse la sua autonomia giuridica, ma senza scomparire del tutto. Molti principi e istituti del diritto dell'età contemporanea furono infatti incorporati nelle nuove codificazioni. Ad esempio, concetti come la proprietà, le obbligazioni e i contratti derivano direttamente dal diritto romano. Il fondamentale concetto moderno di "negozio giuridico" venne elaborato soprattutto nei primi anni del XIX secolo dalla scuola delle Pandette tedesca, che si prefiggeva lo studio critico delle disposizioni del Corpus iuris civilis di Giustiniano, e in particolare della parte denominata, appunto, Pandette.